# Móstoles
Móstoles es un municipio y una villa española de la Comunidad de Madrid. Es el vigésimo sexto municipio más poblado del país y el segundo de la Comunidad, solo superado por la capital, Madrid. En 2024 contaba con 214 006 habitantes.
El municipio se sitúa a 18 km al suroeste del centro de la ciudad de Madrid. Geográficamente se encuentra en el centro de la península ibérica y de la Meseta Central, en el valle del río Guadarrama perteneciente a la cuenca del Tajo.
Su cercanía a Madrid capital ha propiciado un acusado desarrollo demográfico en el transcurso de las últimas décadas. Móstoles, en cuarenta años y gracias al urbanismo intensivo, pasó de ser un núcleo rural de casi 4000 habitantes, a mediados de los años 1960, a una ciudad satélite de la capital con más de 200 000 en los comienzos del siglo XXI, integrada dentro del área metropolitana de Madrid.
Aunque a partir de la década de los 1970 tenía un carácter eminente de ciudad dormitorio, Móstoles alberga el campus tecnológico y la sede central de la Universidad Rey Juan Carlos, así como el Aula Universitaria de la UNED y es uno de los Centros de Exámenes de la Jefatura Provincial de Tráfico. La primera base operativa de las BESCAM (Brigadas Especiales de Seguridad de la Comunidad Autónoma de Madrid) se ubicó también en esta localidad en 2004, tras un convenio suscrito con el gobierno regional.

## Toponimia
El topónimo es de origen incierto. Se han hallado citas de lugares con nombres similares como Mostellim en la Historia Rodeciri de 1089 o Morcheles, que el historiador Diego de Colmenares identificó en el siglo XVII con Móstoles como parte de una donación de Alfonso VII al obispo de Segovia en 1137.

Uno de los documentos más antiguos que menciona con seguridad a Móstoles data de 1144 y dice: 
«…domnoque Petro eiusdem episcopo suisque successoribus, eum locum quem dicum Freguezedo, existente intra turrem de Monsteles et illam carreram qua itur de Magerido ad Ulmos…»
 Es seguro que se trata de Móstoles, ya que cita Freguecedos, despoblado más tarde llamado Fregacedos, ubicado en el término de la vecina Fuenlabrada, y el camino de Madrid a la fortaleza de Olmos, que iba por el Cordel de la Carrera.
La siguiente cita la podemos encontrar en el deslinde del alfoz de Segovia con los de Madrid, Olmos, Alamín, Canales y Toledo, efectuado 12 de diciembre de 1208, en la que aparece escrita Mósteles:
«…dono itaque uobis et concedo omnes illos moiones de uestro termino prout illos partitis cum Toleto et cum Madrid, cum Olmos, cum Canales, cum Alfamin et cum allis uillis que sunt frontaire de uestro termino allent serram (…) et sicut diuidit Serraniellos terminum cum Cubas et Grinnon, et sicut Moraleia de Petrofierro et Moraleia del Gordo, Moraleia de Lobofierro diuidunt terminum cum Humanes et Fregecedos, et sicut diuidit aldea de Abat terminum cum Fregecedos et Mosteles, et sicut diuidit Torreioncellum terminum cum Mosteles, et uadit per ecclesiam de Ribota, et per moionem gordum de Valle de Odon, et quomodo transit la carrera in aqua que dicitur Sagriella in Salcedon, deinde per summum del lomo et remanet Bobadella in parte de Madrid; et deinde ad lomam de ipsa cannada de Alcorcon, et deinde ad illas aquas de Butarec, et deinde ad illas aquas de Meac quomodo uadit super Pozolum, et Pozolos remanet de parte de Madrid...»
Parece claro, a la vista de los documentos enunciados, que en los siglos XII y XIII se decía Mósteles/Monsteles. Como Móstoles aparece, por primera vez, en un documento de 1314.[cita requerida]
La propuesta más consistente mantiene que se trata de un antropónimo, es decir, que sea el nombre, apellido o mote de alguien. Esta tesis cobra fuerza si se tiene en cuenta que, el primer documento que menciona la localidad, la llama Turrem de Monsteles (1144), 'Torre de Mósteles'. Jesús Rodríguez Morales mantenía que en bajo latín turris adquirió el significado de casa aislada, de villa, y fue empleado en la Edad Media para referirse a grupos de casas aisladas; por ello, es frecuente que los repobladores norteños que llegaron a la zona entre los siglos XI y XII denominasen a muchos caseríos, semi abandonados o restos de ellos, «torre» o sus derivados.[cita requerida]
En la zona hay mucha toponimia de este origen, que no tiene nada que ver con supuestas fortificaciones islámicas, a pesar de que esto ha sido mantenido por varios investigadores. Nombres de localidades cercanas como Torrepozuela, Torrejón de Velasco, Torrejón de Ardoz, Torrejón de Illescas/Torrejoncillo de los Higos, Torrejoncillo, Torrijos, Torre de Esteban Hambrán, deben de tener ese origen. Son pueblos en donde, que se sepa, no hubo torres defensivas; tan sólo, en algún caso, los alminares que tendrían sus respectivas mezquitas.[cita requerida]
El nombre primitivo de la localidad vendría a significar, por tanto, algo así como 'El caserío de Mósteles'. Mósteles puede ser el apellido o apodo de un tenente que, encabezando un grupo de repobladores, recuperasen un antiguo núcleo abandonado o medio deshabitado en la primera mitad del siglo XII. A su vez, este apellido o mote podría tener que ver con mostela.[cita requerida]

## Símbolos

### Escudo

Bandera de Móstoles

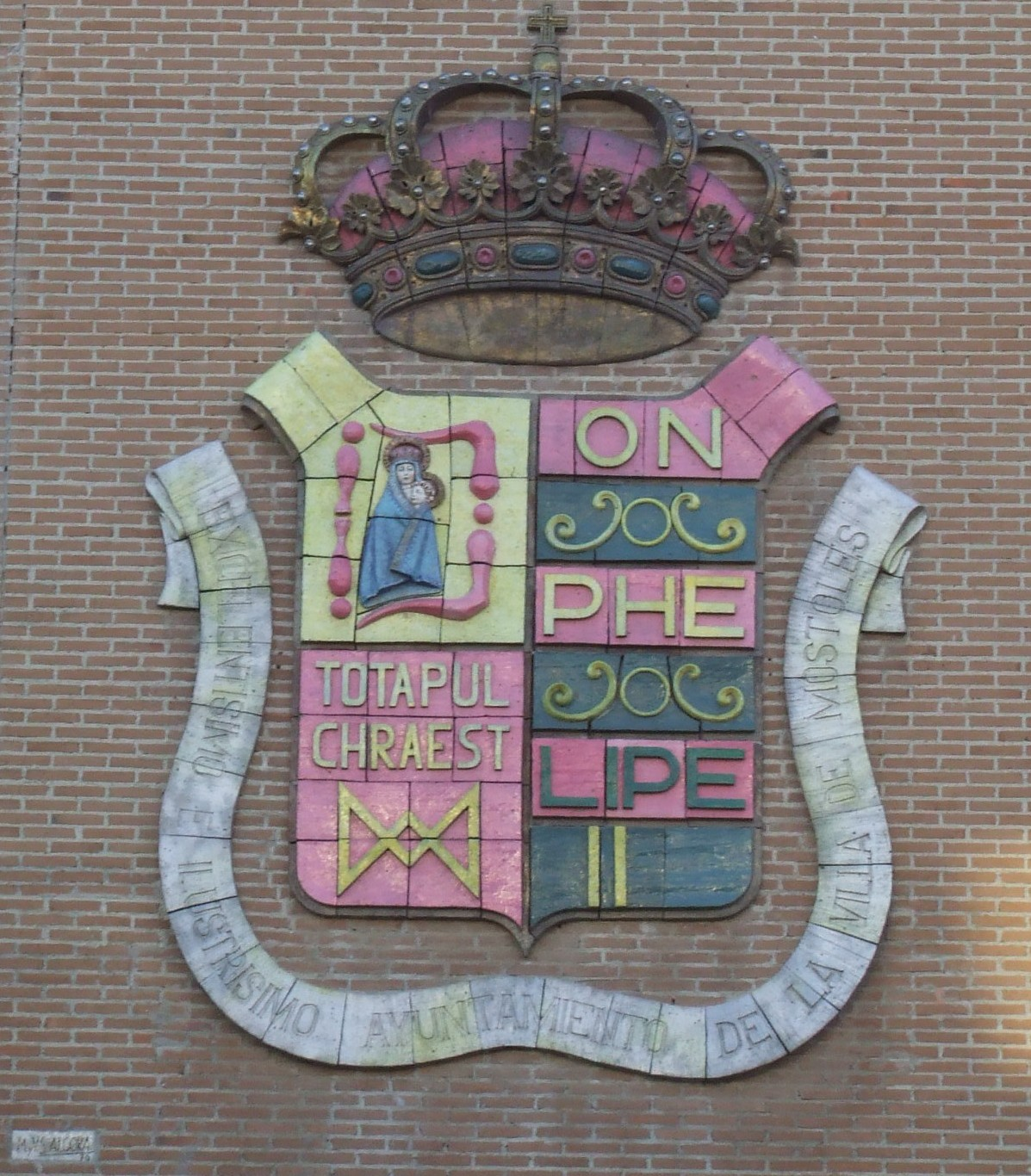
Escudo de Móstoles en la fachada del ayuntamiento

El escudo, acabado en pico, está dividido verticalmente en dos partes. La izquierda se divide a su vez horizontalmente; en la parte superior, con fondo de oro, una Virgen María con el Niño Jesús en sus brazos, sostenida por una luna creciente de plata y rodeada por una letra «D» mayúscula de gules. En la parte inferior la invocación en latín: Tota pulchra est, seguida del anagrama de María en letras de oro sobre gules.
El cuartel derecho se compone de cuatro fajas de gules (fondo rojo) y respectivamente llevan cargadas en letra de oro las sílabas ON, PHE, LIPE, y II aunque históricamente esta cuarta sílaba se representa en el filete de planta. Junto con la «D» de la parte izquierda forma el texto Don Phelipe II en referencia al monarca que le otorgó el privilegio de villazgo, segregándola de Toledo. Cada faja de gules lleva abajo un filete de planta, en oro sobre azur.
El blasón concreto, que corresponde al acuerdo de rehabilitación del escudo heráldico el 29 de abril de 2004 es el siguiente:

Campo partido. 1.—De oro, una Virgen María con el Niño Jesús en sus brazos, de carnación, sostenida por un creciente de plata y orlada por una letra "D" mayúscula de gules; recortado de gules. La invocación mariana: "Tota pulchra est María", en letras de oro. 2.—De gules, tres fajas de azur, fileteadas de oro, las fajas impares cargadas respectivamente con los anagramas: "ON" "PHE" "LIPE" "II", en letras de oro, se timbra con la Corona Real de España.
Boletín Oficial de la Comunidad de Madrid n.º 102 de 30 de abril de 2004

Finalmente, encima se coloca la Corona Real de España, y tiene una banda que lo rodea con la inscripción «Excelentísimo e Ilustrísimo Ayuntamiento de la Villa de Móstoles», títulos otorgados respectivamente por los reyes Alfonso XIII en 1908 y su padre Alfonso XII en 1882.[cita requerida]

### Bandera
De diseño muy reciente (1 de abril de 2004), la bandera de Móstoles incluye los siguientes colores: el rojo carmesí, que simboliza la pertenencia a la Comunidad de Madrid y que a su vez representa su pertenencia a Castilla; el azul Prusia y el amarillo-gualda (oro). Sobre la franja central, a un tercio del asta, se sitúa el escudo municipal de la villa.
La descripción textual de la bandera es la siguiente:

Quinta al asta, rojo carmesí; el batiente, azul prusia, dividido en tres franjas horizontales, la del centro de doble anchura que las laterales, por dos rasgos amarillo gualda, con una anchura de 1/30 del batiente cada uno. Sobre la franja central, en el tercio al asta, se carga el escudo municipal de la villa.
Boletín Oficial de la Comunidad de Madrid n.º 102 de 30 de abril de 2004

## Geografía

Municipio de Móstoles en la Comunidad de Madrid

La localidad se ubica 17 km al suroeste de Madrid y forma parte del área metropolitana de la capital de Madrid. Concretamente, la salida correspondiente a Móstoles desde la A-5 es en el kilómetro 16,3.
El proyecto independiente AUDES5, que define una serie de subáreas metropolitanas en Madrid, considera a Móstoles cabecera de una de estas subáreas, la cual engloba a localidades limítrofes como Alcorcón, Navalcarnero, Moraleja de Enmedio o Arroyomolinos y cuenta con una extensión de 315,1 km² y una población superior a los 430 000 habitantes.
Su término municipal limita, al norte y oeste con el de Villaviciosa de Odón, al noreste con el de Alcorcón, al este con el de Fuenlabrada, al sur con los de Arroyomolinos y Moraleja de Enmedio y al suroeste con el de Navalcarnero.
| Noroeste: Villaviciosa de Odón         | Norte: Villaviciosa de Odón | Nordeste: Alcorcón           |
| Oeste: Villaviciosa de Odón            |                             | Este: Fuenlabrada            |
| Suroeste: Navalcarnero y Arroyomolinos | Sur: Arroyomolinos          | Sureste: Moraleja de Enmedio |

### Hidrografía

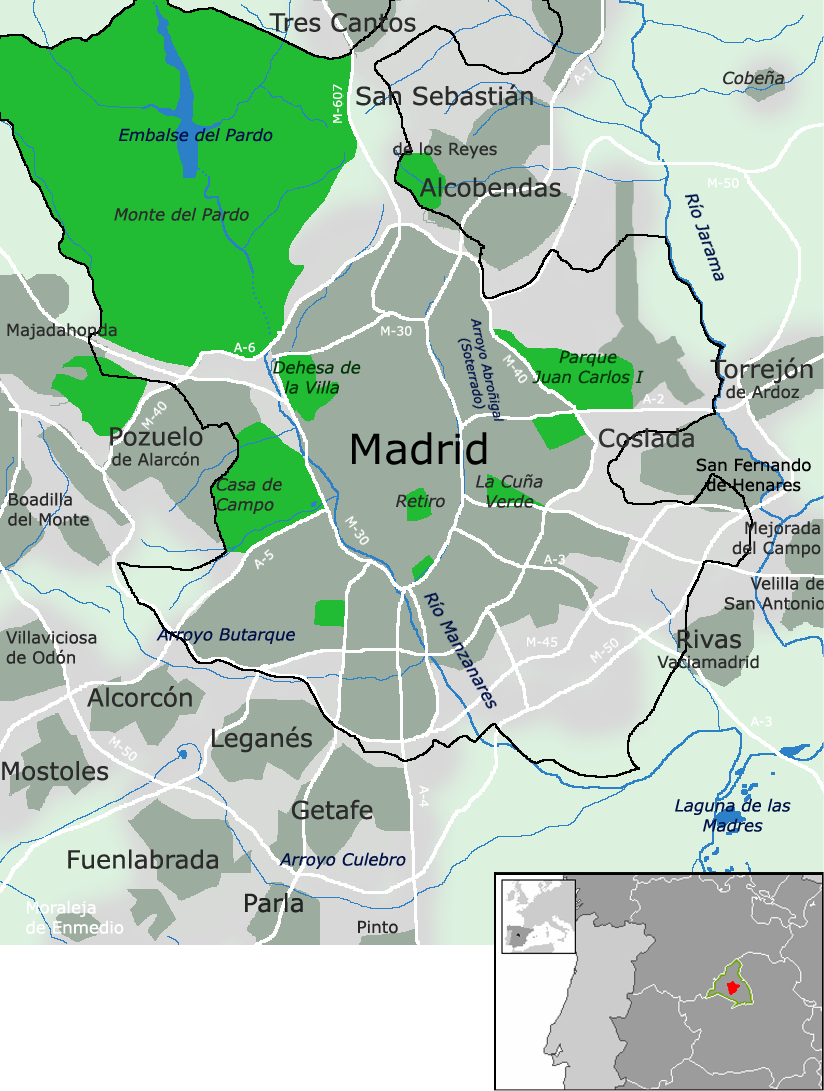
Periferia de Madrid

Móstoles se encuentra en el valle del río Guadarrama. Este río constituye el límite occidental de la localidad. Además de este cauce, destacan el arroyo de Los Combos y el arroyo del Soto, que recorren de norte a sur y este a oeste, respectivamente, el término municipal.

### Clima
La localidad goza de un clima mediterráneo continentalizado muy parecido al de Madrid por su proximidad; sus temperaturas medias máximas son 32 °C en verano y 11 °C en invierno, y sus mínimas 16 °C en verano y 2 °C en invierno. La precipitación anual media es de aproximadamente 447 mm, las épocas más lluviosas son la primavera, el otoño y el comienzo del invierno aunque hay una gran variabilidad de un año a otro.
| Parámetros climáticos promedio de Móstoles, España | Parámetros climáticos promedio de Móstoles, España | Parámetros climáticos promedio de Móstoles, España | Parámetros climáticos promedio de Móstoles, España | Parámetros climáticos promedio de Móstoles, España | Parámetros climáticos promedio de Móstoles, España | Parámetros climáticos promedio de Móstoles, España | Parámetros climáticos promedio de Móstoles, España | Parámetros climáticos promedio de Móstoles, España | Parámetros climáticos promedio de Móstoles, España | Parámetros climáticos promedio de Móstoles, España | Parámetros climáticos promedio de Móstoles, España | Parámetros climáticos promedio de Móstoles, España | Parámetros climáticos promedio de Móstoles, España |
| Mes                                                | Ene.                                               | Feb.                                               | Mar.                                               | Abr.                                               | May.                                               | Jun.                                               | Jul.                                               | Ago.                                               | Sep.                                               | Oct.                                               | Nov.                                               | Dic.                                               | Anual                                              |
| -------------------------------------------------- | -------------------------------------------------- | -------------------------------------------------- | -------------------------------------------------- | -------------------------------------------------- | -------------------------------------------------- | -------------------------------------------------- | -------------------------------------------------- | -------------------------------------------------- | -------------------------------------------------- | -------------------------------------------------- | -------------------------------------------------- | -------------------------------------------------- | -------------------------------------------------- |
| Temp. máx. media (°C)                              | 10.6                                               | 12.2                                               | 15.6                                               | 17.2                                               | 21.7                                               | 29.8                                               | 32.0                                               | 32.0                                               | 27.8                                               | 20.0                                               | 14.4                                               | 11.1                                               | 20.2                                               |
| Temp. mín. media (°C)                              | 2.0                                                | 3.0                                                | 6.0                                                | 7.0                                                | 11.0                                               | 16.0                                               | 18.0                                               | 18.0                                               | 15.0                                               | 10.0                                               | 6.0                                                | 3.0                                                | 7.6                                                |
| Precipitación total (mm)                           | 45.7                                               | 43.2                                               | 38.1                                               | 45.7                                               | 40.6                                               | 25.4                                               | 10.2                                               | 10.2                                               | 30.5                                               | 45.7                                               | 63.5                                               | 48.3                                               | 447.0                                              |
| [cita requerida]                                   |                                                    |                                                    |                                                    |                                                    |                                                    |                                                    |                                                    |                                                    |                                                    |                                                    |                                                    |                                                    |                                                    |

## Historia
Pese a que el desarrollo de Móstoles como gran ciudad es muy reciente (último tercio del siglo XX), la zona ha permanecido habitada (aunque se desconoce si con continuidad) desde épocas remotas.

### Prehistoria
El curso bajo del arroyo del Soto es rico en hallazgos arqueológicos; además de restos fósiles de animales primitivos, se han encontrado indicios de la presencia de humanos prehistóricos, tales como armas y utensilios de sílex de época paleolítica.[cita requerida]

### Edad Antigua
La fundación de Móstoles como asentamiento estable podría datar de la época de la dominación romana, o incluso ser anterior, a juzgar por la aparición de fíbulas de bronce celtibéricas en la mencionada zona.
Durante la época romana imperial pudo haber un núcleo urbano en el actual centro de la localidad, donde se han documentado una necrópolis, un horno de cerámica y otros restos. La Carta Arqueológica del municipio incluye otros restos encontrados en prospecciones en las vegas de los arroyo del Soto y de la Reguera. Los primeros mostoleños con nombre conocido pudieron ser Fortunata y Flavianus y pudieron haber vivido en la segunda mitad del s. II d. C. La lápida encargada por la primera en honor de su difunto marido apareció en 2002 en la zona del arroyo del Soto y, aunque esta se encontró fuera de su contexto original, lo más probable es que su primer emplazamiento fuera muy cercano. El arqueólogo y profesor de historia local Jesús Rodríguez Morales considera que, además de un poblamiento desde época romana, Móstoles debió ser encrucijada de importantes vías terrestres.

### Edad Media
Durante la dominación visigoda e islámica Móstoles o sus alrededores permanecieron poblados. Las pruebas se corresponden sobre todo con restos de cerámica de dichas épocas, halladas en diversos puntos, y en especial en el centro urbano, donde también se han hallado hasta siete viajes de agua subterráneos que datan probablemente de época islámica.
La primera referencia documental segura de Móstoles data de la Edad Media. Un documento del año 1144, que señala que el rey Alfonso VII donó la aldea de Freguecedos (luego Fregacedos, ubicada en el emplazamiento de la actual urbanización Loranca en Fuenlabrada) al obispo de Segovia, menciona a Turrem de Monsteles como población próxima.
Los esfuerzos repobladores del siglo XII y siglo XIII se vieron frenados por las crisis y brotes epidémicos de peste negra del siglo XIV. A partir de esta fecha se produce un proceso de despoblamiento de pequeñas aldeas alrededor de Móstoles, como Lucero, Aldea de Abad, y Arroyo de Viñas, cuya parte de sus pobladores se trasladaron a Móstoles.

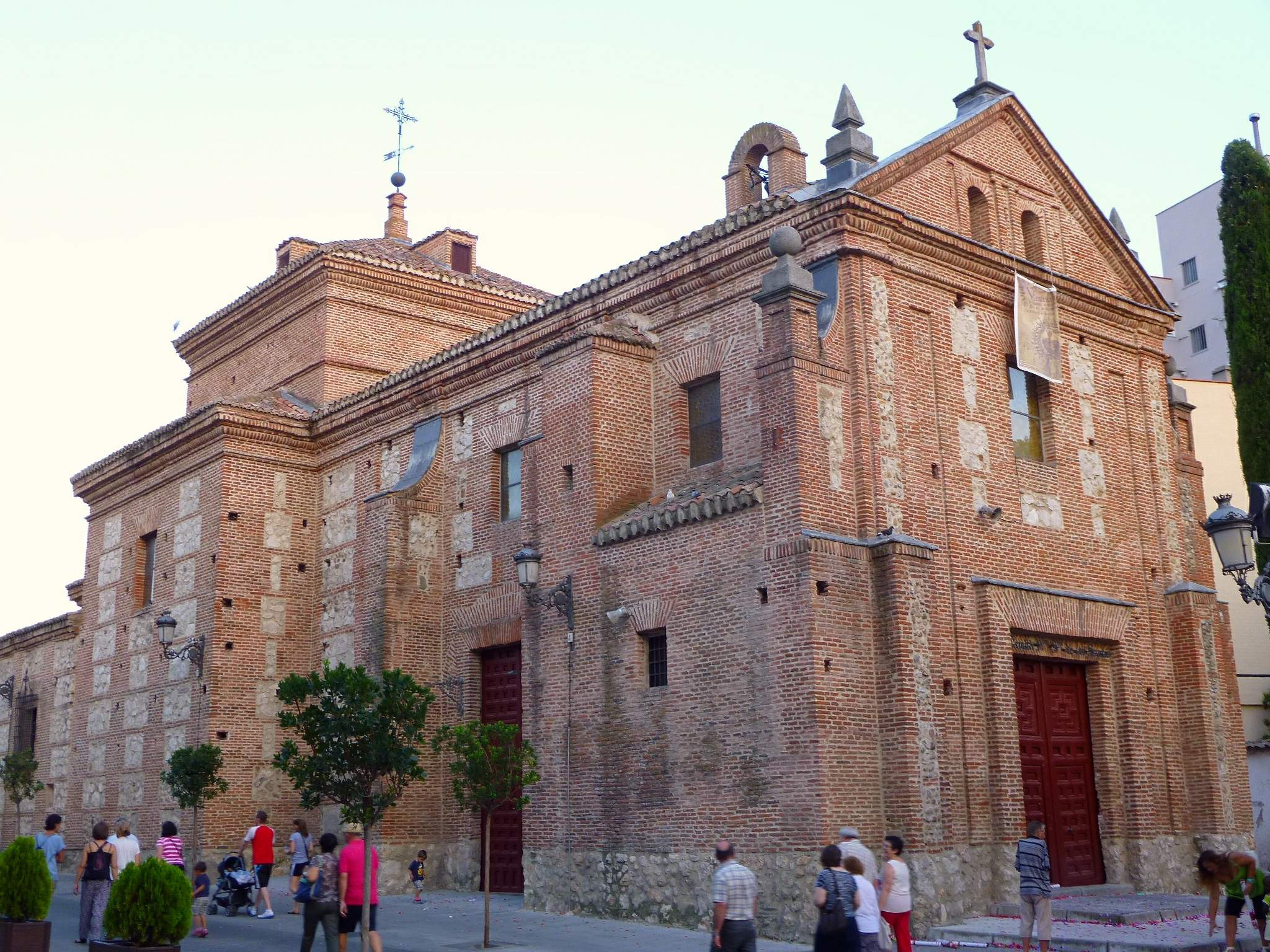
Ermita de Nª Sra. de los Santos

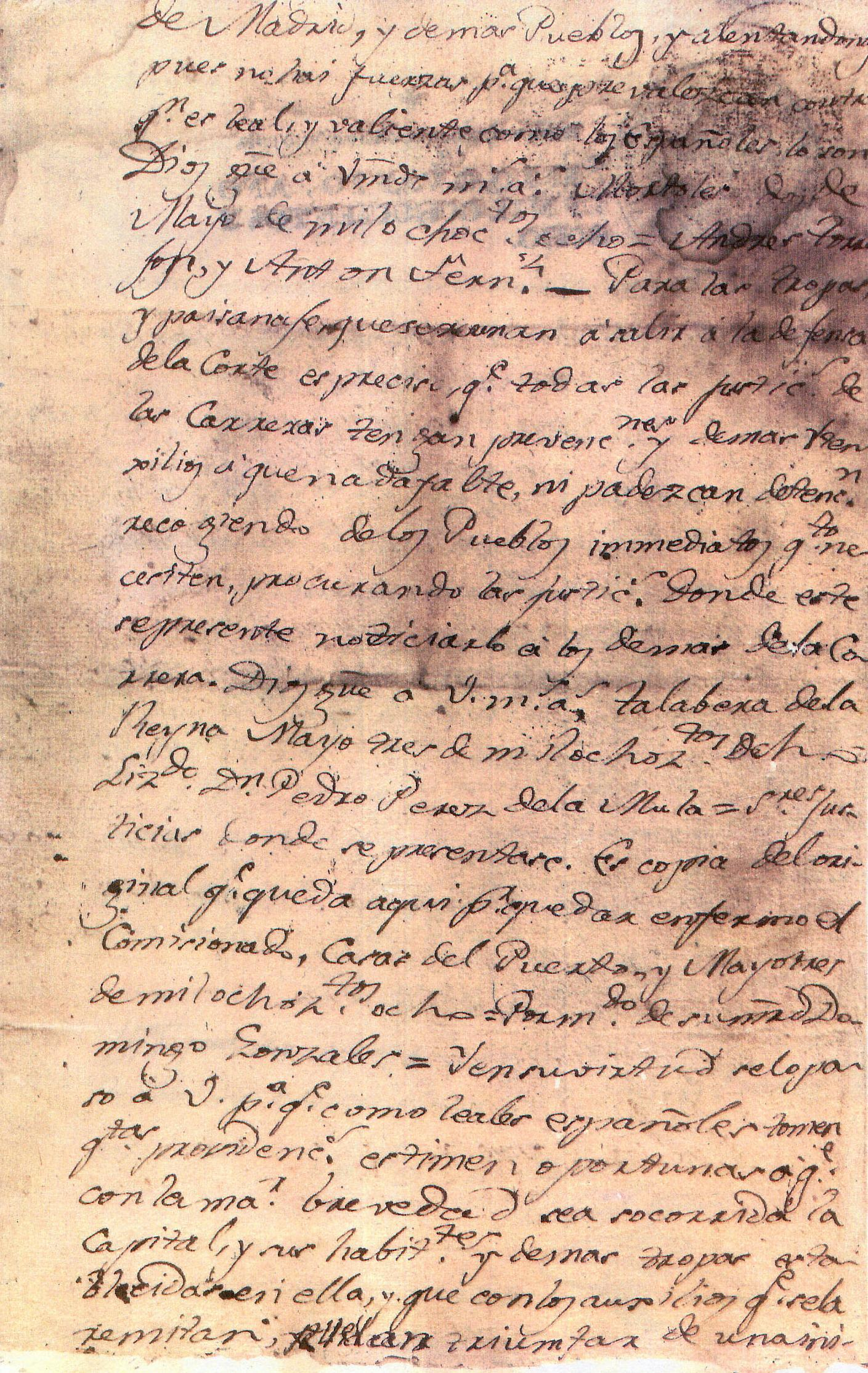
Bando de los alcaldes de 1808

### Edad Moderna
Para el siglo XVI Móstoles era un nudo de comunicaciones cuya importancia radicaba en ser la encrucijada de varias vías importantes. La actual disposición radial de las principales calles de la localidad es un vestigio de estas rutas. En 1565 Móstoles se independizó de Toledo, comprando su propia jurisdicción al monarca Felipe II.
En este siglo también se produjo la aparición de una talla de la Virgen, por la cual se construyó la ermita de Los Santos. La presencia de viajeros y mercaderes propiciaba que la actividad hostelera fuera importante, con varios mesones, posadas y ventas. Las tabernas contaban además con el atractivo de los «órganos de Móstoles», un pintoresco sistema ideado por los lugareños para preservar fresco el vino y que da nombre a una zarzuela del siglo XIX escrita por Juan de Alba. En aquella época el concejo mostoleño tenía que surtir de paja, pan y cebada a la Corte y además exportaba gran cantidad de vino y aceite. Móstoles era cabeza del arciprestazgo de Canales, que englobaba 57 pueblos y aldeas.
En el siglo XVIII, la guerra de sucesión española afectó negativamente al pueblo. Las políticas viarias de los Borbones dispusieron que todas las rutas que atravesaban Móstoles fueran abandonadas para pasar por la capital, quedando únicamente el Camino Real de Extremadura (que salía de Madrid) como vía importante que pasara por el pueblo.

### Edad Contemporánea
El 2 de mayo de 1808 se redactó el llamado Bando de los alcaldes de Móstoles, que se considera popularmente una declaración de guerra contra los franceses que inició la Guerra de la Independencia. En realidad, este fue redactado por el aristócrata Juan Pérez Villaamil (los alcaldes Andrés Torrejón y Simón Hernández solo lo firmaron), y estaba destinado a avisar a los pueblos de la carretera de Extremadura y de su entorno para que acudiesen a socorrer al pueblo de Madrid, y llamaba al levantamiento general contra los franceses, usurpadores del trono español.

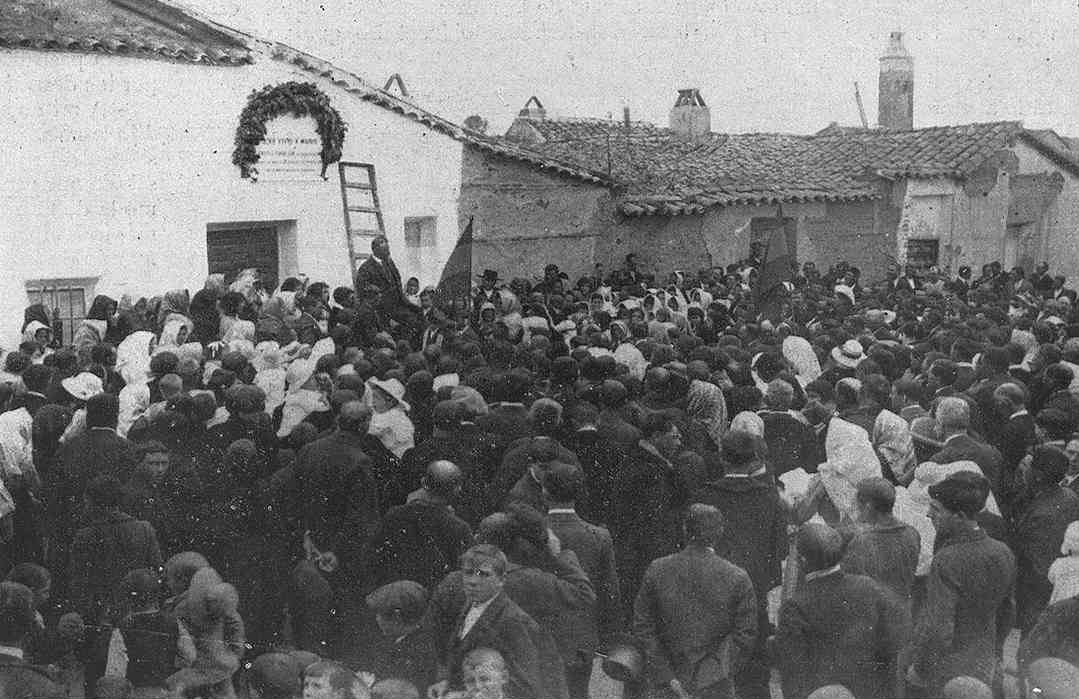
Festejos del Dos de Mayo en 1916 en Móstoles

En 1891 se inaugura el Ferrocarril Madrid-Villa del Prado, que pasaba por Móstoles y que llegó finalmente, en 1901, hasta Almorox (Toledo). Parte de esta antigua línea de ferrocarril de vía métrica (1000 mm), clausurada en 1970, daría origen a la actual línea C-5 de Cercanías de RENFE.
En 1979 fue elegido alcalde Bartolomé González. Entre sus objetivos cómo alcalde estaba el de detener el crecimiento urbanístico y demográfico de la ciudad, puesto que se había llegado a una situación en la cual la ciudad contaba con apenas 2 institutos y unos pocos colegios, además de la falta de centros de salud, polideportivos, o de un hospital. Finalmente en 1983, se inauguró el Hospital de Móstoles, lo que se convirtió en la mayor inversión en la ciudad hasta la fecha, que permitió que miles de mostoleños y de sus alrededores no tuvieran que irse a Leganés para ser atendidos en un Hospital Público. Para seguir desarrollando la ciudad, se aprobó el Plan General de Ordenación Urbana en el año 1985. En 1995, era elegido alcalde José María Arteta, en un momento en el cual el presidente de la Comunidad de Madrid, Alberto Ruiz-Gallardón, diseñaba el proyecto de Metrosur, en el que Móstoles contaría con línea de metro, sumado a la línea C-5 de Cercanías Madrid, que acabó siendo inaugurado en el año 2003. En esa legislatura, la Comunidad de Madrid y el Ayuntamiento de Móstoles llegaban a un acuerdo para establecer en el sur de la ciudad el Plan de Actuación Urbanística 4 de Móstoles (PAU-4), un barrio que contaría con una estación de Metrosur, además de ser un barrio compuesto en su mayoría por viviendas de protección oficial (VPO). En ese mismo año, 2003, Esteban Parro del PP era elegido alcalde de Móstoles, y un año más tarde, aprobaba el Reglamento Orgánico Municipal del Ayuntamiento de Móstoles, que dividía la ciudad en 4 distritos (en el 2006 serán 5 tras la segregación del barrio de Parque Coímbra del Distrito Oeste y su constitución en distrito). En el 2006 la Comunidad de Madrid diseñaba en Móstoles una plataforma de puerto seco en Móstoles, para que la ciudad pudiese abandonar su situación de ciudad dormitorio. En el 2008 comenzaron las obras de ampliación de la C-5 a Navalcarnero pasando por esa plataforma, y en el 2009, se aprobaba un nuevo Plan General de Ordenación Urbana, sustituyendo al anterior, que ampliaba el uso de suelo no urbanizable de protección.
En 2008 el Ayuntamiento recibió el premio Bioenergía 2008 de Oro y en 2010 recibe la Escoba de Oro por el soterramiento de los contenedores de recogida de envases y fracción orgánica mejorando así la calidad ambiental del municipio. En 2016 se produjo una alteración del término municipal, tras segregarse una superficie de 272 055 m² dividida en tres zonas para incorporarla al término municipal de Fuenlabrada y, a su vez, agregarse a Móstoles una superficie de 189 010 m² dividida en 7 zonas y perteneciente hasta entonces a Fuenlabrada.

## Demografía
Móstoles cuenta con una población de 214 006 habitantes (INE 2024).
| Gráfica de evolución demográfica de Móstoles entre 1842 y 2021                                                      |
| |
| Población de derecho según los censos de población del INE Población de hecho según los censos de población del INE |

La ciudad de Móstoles creció rápida y desordenadamente para dar alojamiento a los emigrantes que venían a Madrid desde zonas rurales de Extremadura, León, Castilla y Galicia, entre otras regiones. Su población se estabiliza en los 90, pero, a partir de finales de esa década vuelve a crecer con la llegada de una nueva inmigración (desde África y Europa del Este, especialmente). Actualmente la tasa de inmigración (ciudadanos de nacionalidad no española) supera el 13% de la población.
El municipio, que tiene una superficie de 45,36 km², cuenta según el padrón municipal para 2024 del INE con 214 006 habitantes y una densidad de 4717,95 hab./km². La mayor parte de la población se agrupa en torno al casco urbano de Móstoles; existen otros núcleos menos poblados como Parque Coímbra y Colonia Guadarrama. En lo relativo a la inmigración, en el año 2013 habría nacido fuera de España 34 250 personas INE 2013), lo que representaba el 16,59% de la población y 28 436 tenían nacionalidad extranjera (13,77% de la población municipal). Como se puede apreciar en el gráfico adjunto, el crecimiento de la población fue vertiginoso en los años 70 y 80, como consecuencia de la emigración desde las áreas rurales hacia las grandes ciudades.
El gentilicio más usado es «mostoleño, -a», aunque también son correctos «mostolense» y «mostolero, -a», aunque este está en desuso.
Población por núcleos
Desglose de población según el Padrón Continuo por Unidad Poblacional del INE.
| Núcleos           | Habitantes (2014) | Varones | Mujeres |
| ----------------- | ----------------- | ------- | ------- |
| Humera            | 0                 | 0       | 0       |
| Las Nieves        | 310               | 154     | 156     |
| Los Combos        | 6                 | 1       | 5       |
| Móstoles          | 193117            | 94806   | 98311   |
| Parque Coímbra    | 10768             | 5358    | 5410    |
| Parque Guadarrama | 1337              | 677     | 660     |
| Peñaca            | 0                 | 0       | 0       |
| Pinares Llanos    | 174               | 92      | 82      |

## Economía
Aunque durante las tres últimas décadas Móstoles ha sido ciudad dormitorio de Madrid, actualmente cuenta con varios e importantes polígonos industriales, un parque tecnológico y la Plataforma Logística Puerta del Atlántico (aún en construcción). Los polígonos más destacados son Arroyomolinos, La Fuensanta, Regordoño, Los Rosales, Las Nieves y Expansión. También existen zonas industriales dispersas: Las Pajarillas, Las Monjas y Móstoles Industrial. En la primera década del siglo XXI comenzó la construcción el polígono industrial de La Fuensanta II.[cita requerida] En casi todos los casos, el tejido industrial está formado por medianas y pequeñas empresas y la actividad económica predominante es la electro-sidero-metalúrgica, pero también son relevantes la industria textil y la papelera.[cita requerida]
Móstoles cuenta con una delegación municipal de promoción económica y empleo, desde 2015 llamada Móstoles Desarrollo, cuyo objetivo es facilitar el asentamiento de industrias en el municipio. En este sentido, se considera positivo para el municipio la puesta en funcionamiento de la Universidad Rey Juan Carlos y la implantación del Centro de Investigación y Desarrollo Tecnológico de Repsol. Este está integrado en un parque industrial llamado Móstoles Tecnológico.
La asociación de empresarios más representativa en el municipio es Móstoles Empresa. Una asociación global que integra a autónomos, jóvenes, emprendedores, grandes empresas, PYMES, comercios, etc. Es un proyecto renovado de AJE Móstoles (Asociación de Jóvenes Empresarios de Móstoles). La pequeña y mediana empresa (pyme) es predominante dentro del comercio local: tiendas de barrio y supermercados. Hay una gran superficie: Carrefour, pero, paradójicamente, la localidad está rodeada de grandes centros comerciales ubicados en los municipios vecinos. En el término de Arroyomolinos, pero a tan solo 250 metros de la urbanización Parque Coímbra de Móstoles, se encuentra el centro comercial Madrid Xanadú (que incluye el mayor parque de nieve artificial de Europa).[cita requerida] En el cercano municipios de Alcorcón están las zonas de Parque Oeste y Tres Aguas.

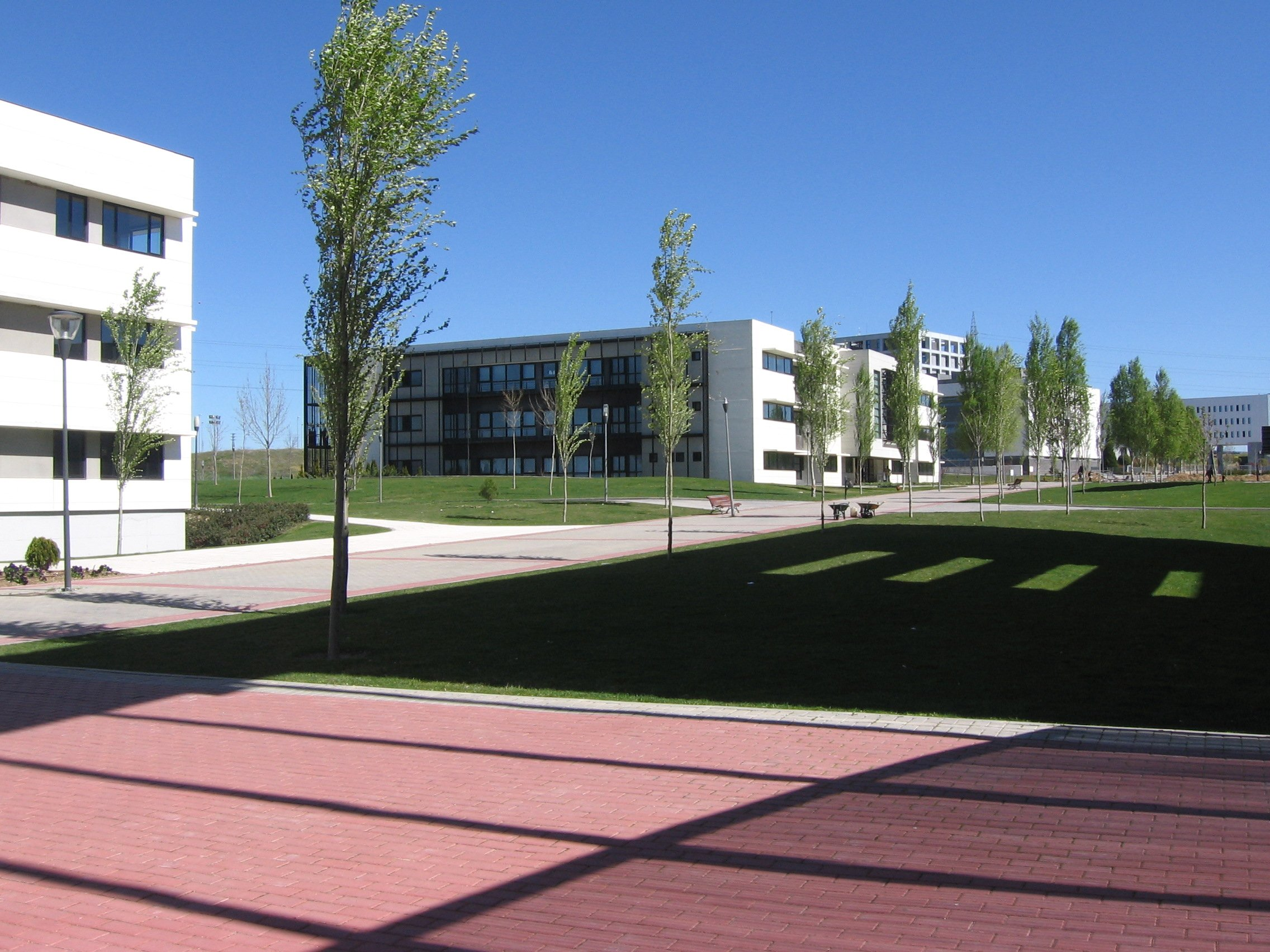
Universidad Rey Juan Carlos

El centro comercial abierto Las Avenidas es un conjunto de calles comerciales que se encuentra en el centro de la localidad. Se articula en torno a la avenida del Dos de Mayo y la avenida de la Constitución. La creación de este «centro comercial abierto» se engloba dentro del esfuerzo del comercio local y de las autoridades municipales para mantener la actividad minorista, frente a la proliferación de grandes superficies comerciales en los alrededores. Además de Carrefour, se encuentra el Centro Comercial La Fuensanta, con una superficie de 24 000 m², en el que encontramos el supermercado Mercadona y el gimnasio Virgin Active. Otras grandes superficies son los centros comerciales Ecomóstoles y Dos de Mayo.
Móstoles cuenta también con un Centro de Investigación y Desarrollo Tecnológico de Repsol, el parque empresarial Móstoles Tecnológico y el Instituto IMDEA Energía.

## Administración y política

### Gobierno municipal
Durante ocho años, entre 1995 y 2003, gobernó José María Arteta, del Partido Socialista Obrero Español, en coalición con Izquierda Unida, aunque el Partido Popular era el partido con mayor número de concejales desde 1995.[cita requerida] Le sucedería Esteban Parro, del PP, alcalde entre 2003 y 2012. Daniel Ortiz Espejo (PP) ejerció como alcalde tras la renuncia de Parro para dedicarse en exclusiva a su labor en el Senado.
En 2015 entró en la alcaldía David Lucas Parrón, del PSOE de Madrid, que gobernó con el apoyo de Ganar Móstoles e IUCM-LV. En enero de 2018 renunció al cargo, que pasó a manos, de forma interina, de la primera teniente de alcalde, Jessica Antolín Manzano, también del partido socialista, hasta la elección de Noelia Posse como alcaldesa el 7 de febrero de 2018.
El partido ganador en estas elecciones fue Partido Socialista Obrero Español (PSOE) con 10 escaños, en segunda posición quedó el Partido Popular (PP) con 6 escaños, en tercera posición Ciudadanos-Partido de la Ciudadanía (Cs) con 5 concejales, en cuarta posición Más Madrid-Ganar Móstoles (MMGM) con 2 concejales, a continuación Vox (Vox) con 2 concejales y en último lugar Podemos (Podemos) con otros 2 concejales.
El 15 de junio de 2019 se constituyó la nueva corporación municipal siendo Noelia Posse (PSOE) reelegida como alcaldesa del municipio al haber obtenido el voto favorable de los concejales de su propio partido, los 2 de MMGM y los 2 de Podemos. Este gabinete ejerció sus funciones hasta las elecciones celebradas el 28 de mayo de 2023
El gabinete Posse ejerció sus funciones hasta que tras la victoria en las elecciones celebradas el 28 de mayo de 2023, Manuel Bautista Monjón es investido alcalde el 17 de junio del mismo año.

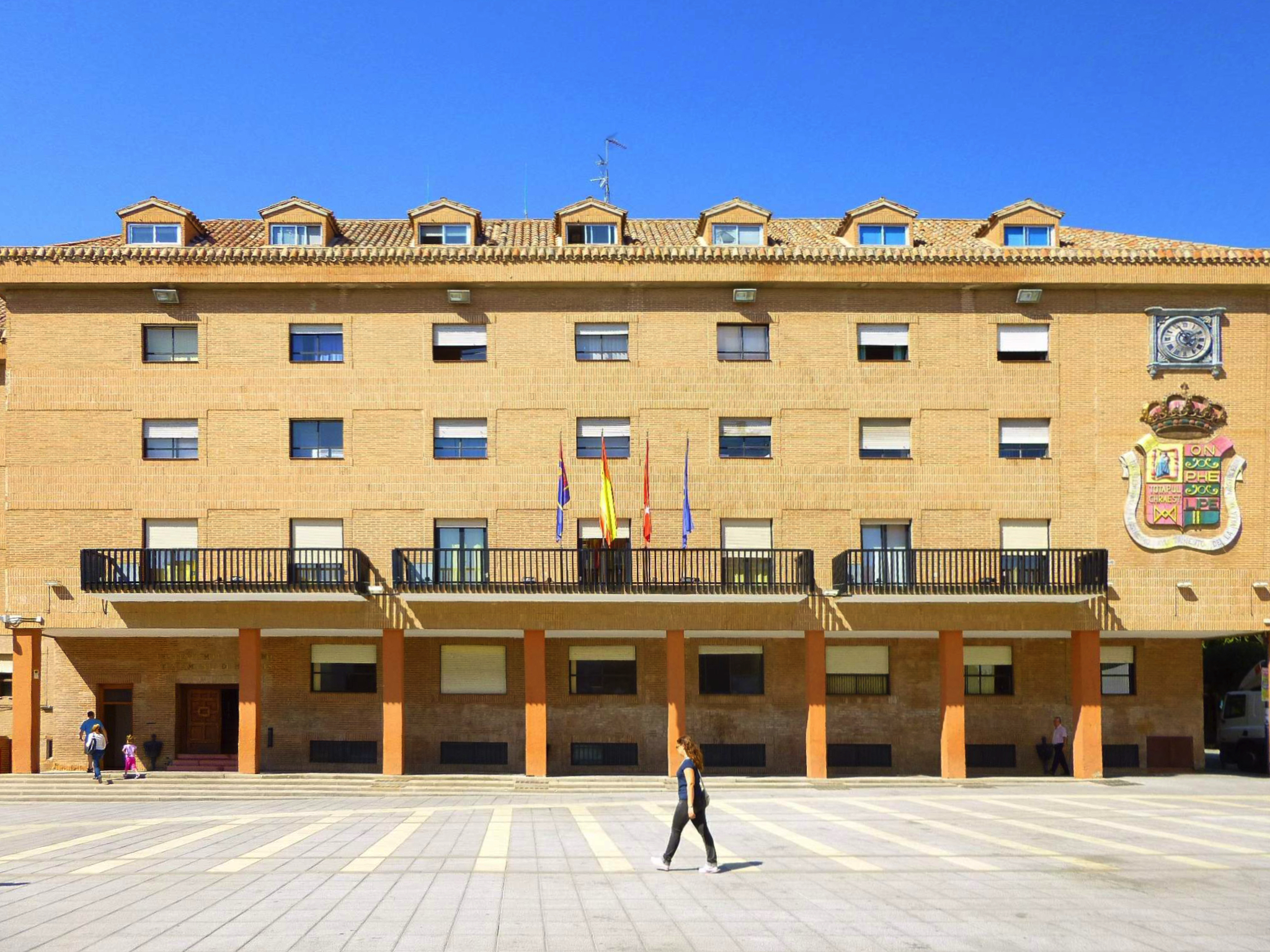
La sede del Ayuntamiento de Móstoles, en la plaza de España

| Periodo   | Nombre                     | Partido | Partido                                  |
| --------- | -------------------------- | ------- | ---------------------------------------- |
| 1979-1991 | Bartolomé González Lorente |         | Partido Socialista Obrero Español (PSOE) |
| 1991-1993 | José Baigorri Morentín     |         | Partido Socialista Obrero Español (PSOE) |
| 1993-1995 | José Luis Gallego Picó     |         | Partido Socialista Obrero Español (PSOE) |
| 1995-2003 | José María Arteta Vico     |         | Partido Socialista Obrero Español (PSOE) |
| 2003-2011 | Esteban Parro del Prado    |         | Partido Popular (PP)                     |
| 2011-2015 | Daniel Ortiz Espejo        |         | Partido Popular (PP)                     |
| 2015-2018 | David Lucas Parrón         |         | Partido Socialista Obrero Español (PSOE) |
| 2018-2023 | Noelia Posse Gómez         |         | Partido Socialista Obrero Español (PSOE) |
| 2023-act. | Manuel Bautista Monjón     |         | Partido Popular (PP)                     |

| Partido político                         | 2023        | 2023        | 2023        | 2019   | 2019  | 2019       | 2015   | 2015  | 2015       | 2011   | 2011  | 2011       | 2007   | 2007  | 2007       |
| Partido político                         | Votos       | %           | Concejales  | Votos  | %     | Concejales | Votos  | %     | Concejales | Votos  | %     | Concejales | Votos  | %     | Concejales |
| Partido Popular (PP)                     | 38 201      | 37,37       | 12          | 20 118 | 20,80 | 6          | 35 904 | 36,32 | 12         | 53 419 | 55,92 | 17         | 53 350 | 54,09 | 16         |
| Partido Socialista Obrero Español (PSOE) | 22 844      | 22,34       | 7           | 32 544 | 33,65 | 10         | 22 867 | 23,13 | 7          | 23 568 | 24,67 | 7          | 35 040 | 35,52 | 10         |
| Más Madrid-Ganar Móstoles (MMGM)         | 15 907      | 15,56       | 4           | 8133   | 8,41  | 2          | 19 690 | 19,92 | 6          | —      | —     | —          | —      | —     | —          |
| Vox                                      | 10 696      | 10,46       | 3           | 7369   | 7,62  | 2          | —      | —     | —          | —      | —     | —          | —      | —     | —          |
| Podemos                                  | 5409        | 5,29        | 1           | 7103   | 7,34  | 2          | —      | —     | —          | —      | —     | —          | —      | —     | —          |
| Ciudadanos (CS)                          | 1494        | 1,46        | 0           | 16 435 | 16,99 | 5          | 860    | 0,87  | 0          | —      | —     | —          | —      | —     | —          |
| Izquierda Unida (IU)                     | Con Podemos | Con Podemos | Con Podemos | 1475   | 1,52  | 0          | 5945   | 6,01  | 2          | 9260   | 9,69  | 3          | 6061   | 6,14  | 1          |

### Organización territorial
Desde 2000, Móstoles se organiza en distritos, los cuales cuentan con órganos de participación vecinal propios llamados Juntas de Distrito. Estos fueron en un principio cuatro, pero en 2006 la corporación municipal decidió escindir las urbanizaciones de Parque Coímbra y Colonia Guadarrama del Distrito Oeste.

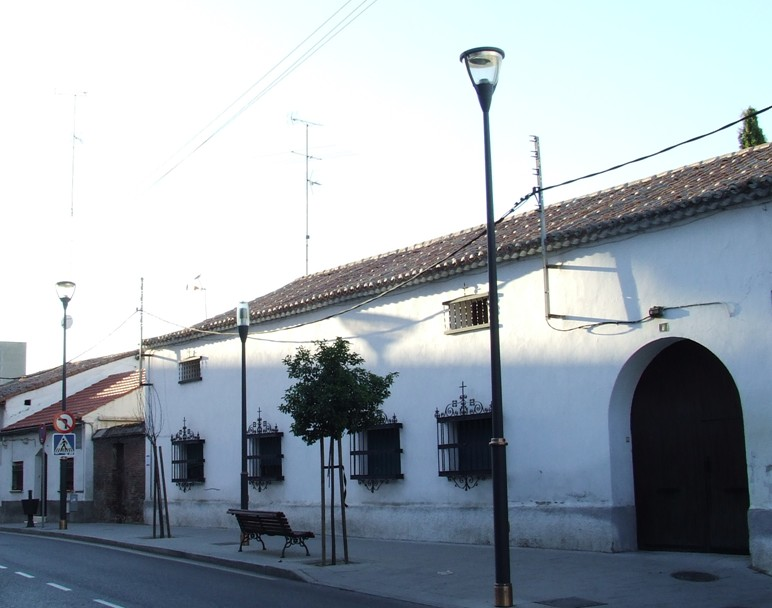
Arquitectura tradicional en el centro de la ciudad

- Distrito 1. Centro

Abarca el Ayuntamiento, la plaza del Pradillo y sus zonas limítrofes. Tiene una población de unos 50.455 habitantes.
- Distrito 2. Norte-Universidad

En la zona norte del municipio. Incluye barrios como Los Rosales, Estoril II, PAU-1, Corona Verde, La Princesa, Parque Vosa y El Recreo. La población es de 46.260 habitantes.
- Distrito 3. Sur-Este

Comprende barrios como Villafontana, Estoril I, Cerro Prieto, Pinar de Móstoles, La Loma, etc., con una población de unos 54.000 habitantes.
- Distrito 4. Oeste

Los principales barrios son los de El Soto, San Fernando, Villaeuropa, Hospital y Pinares Llanos. Cuenta con 37.671 habitantes aproximadamente.
- Distrito 5. Parque Coimbra-Guadarrama

Abarca la zona de Parque Coímbra y Colonia del Guadarrama. Es el distrito menos poblado, con 12.411 habitantes, pero es el que mayor crecimiento tiene.
- Distrito 6. Móstoles Sur

Es el barrio más joven de la ciudad, así como por ser el que cuenta con el mayor crecimiento demográfico y con ser el distrito con la población más joven de Móstoles. Cuenta con una población cercana a los 16.000 habitantes.

## Servicios

### Sanidad
En 1983 se inauguró el Hospital Universitario de Móstoles, de gestión pública y perteneciente al Servicio Madrileño de Salud. Este hospital en origen atendía a Móstoles y Alcorcón, así como a municipios cercanos, tenía una población de referencia de 400 000 personas y contaba con una dotación de 400 camas. En 1998 se abrió el Hospital Universitario Fundación Alcorcón, uno de los primeros en modelo de fundación (existen otros hospitales con este modelo en Verín y en Mallorca) en una empresa pública sanitaria. La apertura de este centro sanitario en Alcorcón supuso el cierre del Hospital Hermanos Laguna que se encontraba en Alcorcón, un hospital de más de 60 camas que contaba con las especialidades de Medicina Interna, UCI/Coronarias y Cardiología. En el Hospital Universitario de Móstoles se integraron los profesionales que hasta entonces habían trabajado en el centro Hermanos Laguna.

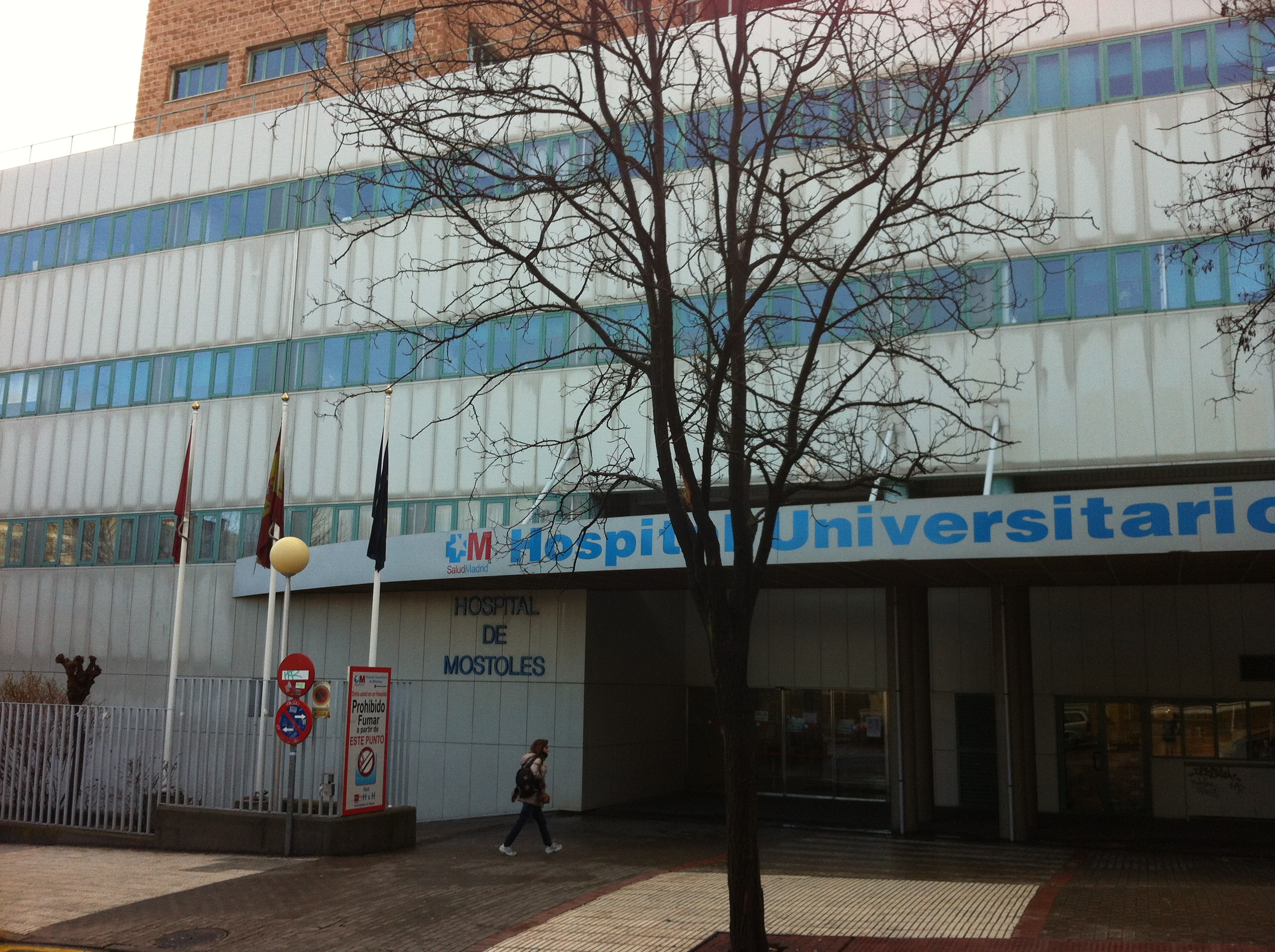
Hospital Universitario de Móstoles

Tras la inauguración de la Fundación Hospital Alcorcón en 1998 el área sanitaria 8 queda dividida en dos con una población de referencia de aproximadamente de 200 000 habitantes cada una. Con la apertura en 2012 del Hospital Rey Juan Carlos el número de pacientes a atender es de 155 000 personas. Esto le ha permitido reducir del número de camas y así conseguir que sus habitaciones sean individuales en muchos de sus servicios. Por ejemplo en Obstetricia, todas las habitaciones cuentan con una cama (para la madre) y un sofá-cama para el acompañante.

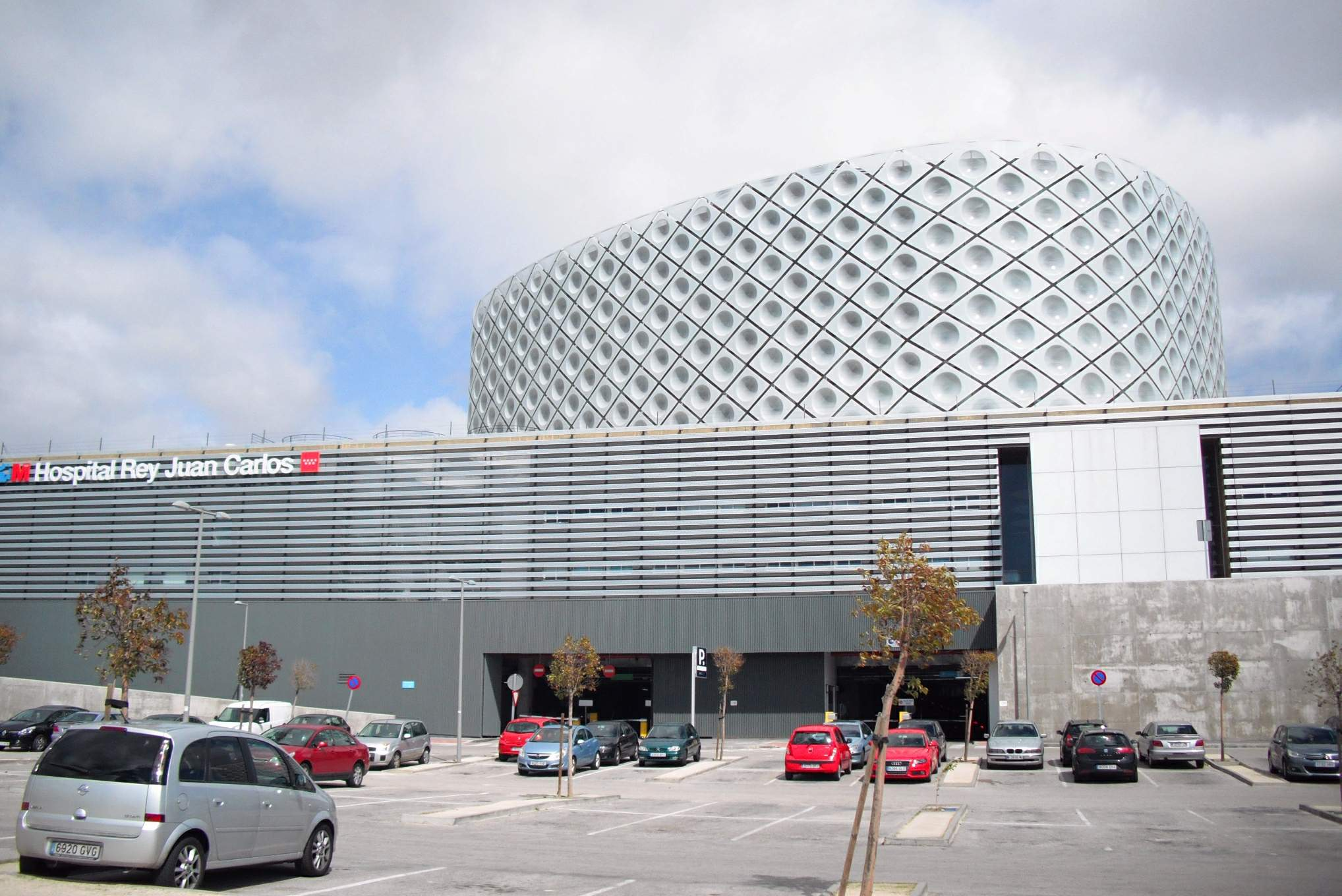
Hospital Universitario Rey Juan Carlos

En 2012 se inauguró el Hospital Universitario Rey Juan Carlos que gestiona la empresa privada IDC-Capio, en una concesión de treinta años, si bien el edificio pertenece al Servicio Madrileño de Salud. La diferencia fundamental entre este modelo y el público es la diferente financiación que recibe de la administración (Consejería de Sanidad). Este centro recibe una cantidad económica por cada paciente asignado; y esa cantidad le es descontada si el paciente elige otro centro distinto. Sin embargo en la práctica su presupuesto ha aumentado en su segundo año de existencia; mientras que el del hospital público se ha reducido en 5 millones de euros. Otra de las diferencias fundamentales entre los sistemas es que algunos de los profesionales a los que da empleo el centro privado tienen sueldos más bajos que en el hospital público; en algunos casos hasta un 15% menos, con menos días libres de descanso.
Existen también el Hospital HM Universitario Puerta del Sur —inaugurado en noviembre de 2014, un centro privado perteneciente al grupo HM Hospitales— y el Centro Base de minusválidos, gestionado por la Comunidad de Madrid.
Móstoles cuenta con 9 centros de salud de atención primaria, repartidos en las zonas básicas de salud correspondientes. 
- Centro de Salud Presentación Sabio
- Centro de Salud Princesa
- Centro de Salud Barcelona
- Centro de Salud Bartolomé González
- Centro de Salud Dos de Mayo
- Centro de Salud Dr. Luengo Rodríguez
- Centro de Salud El Soto
- Centro de Salud Felipe II
- Centro de Salud Parque Coímbra

Del Hospital Universitario de Móstoles depende el Centro de Especialidades Coronel de Palma (junto al centro de salud Dos de Mayo), y el Centro de Salud Mental de Móstoles, que se encuentra en el mismo edificio que el Centro de Salud Dr. Luengo Rodríguez

### Educación
Educación infantil, primaria y secundaria
En Móstoles hay 24 guarderías (10 públicas, de ellas cuatro de la Comunidad de Madrid y dos de gestión privada, y 14 privadas[cita requerida]), 36 colegios públicos de educación infantil y primaria, 18 institutos de educación secundaria y 6 colegios privados (con y sin concierto). En 2013, debido a los recortes por la crisis y la subida de tasas impuesta por el gobierno municipal, las escuelas infantiles públicas perdieron parte del alumnado y como un tercio de su personal. Otras dotaciones de Móstoles destinadas a la educación son una Escuela Oficial de Idiomas y un colegio público de educación especial.
Universidad Rey Juan Carlos

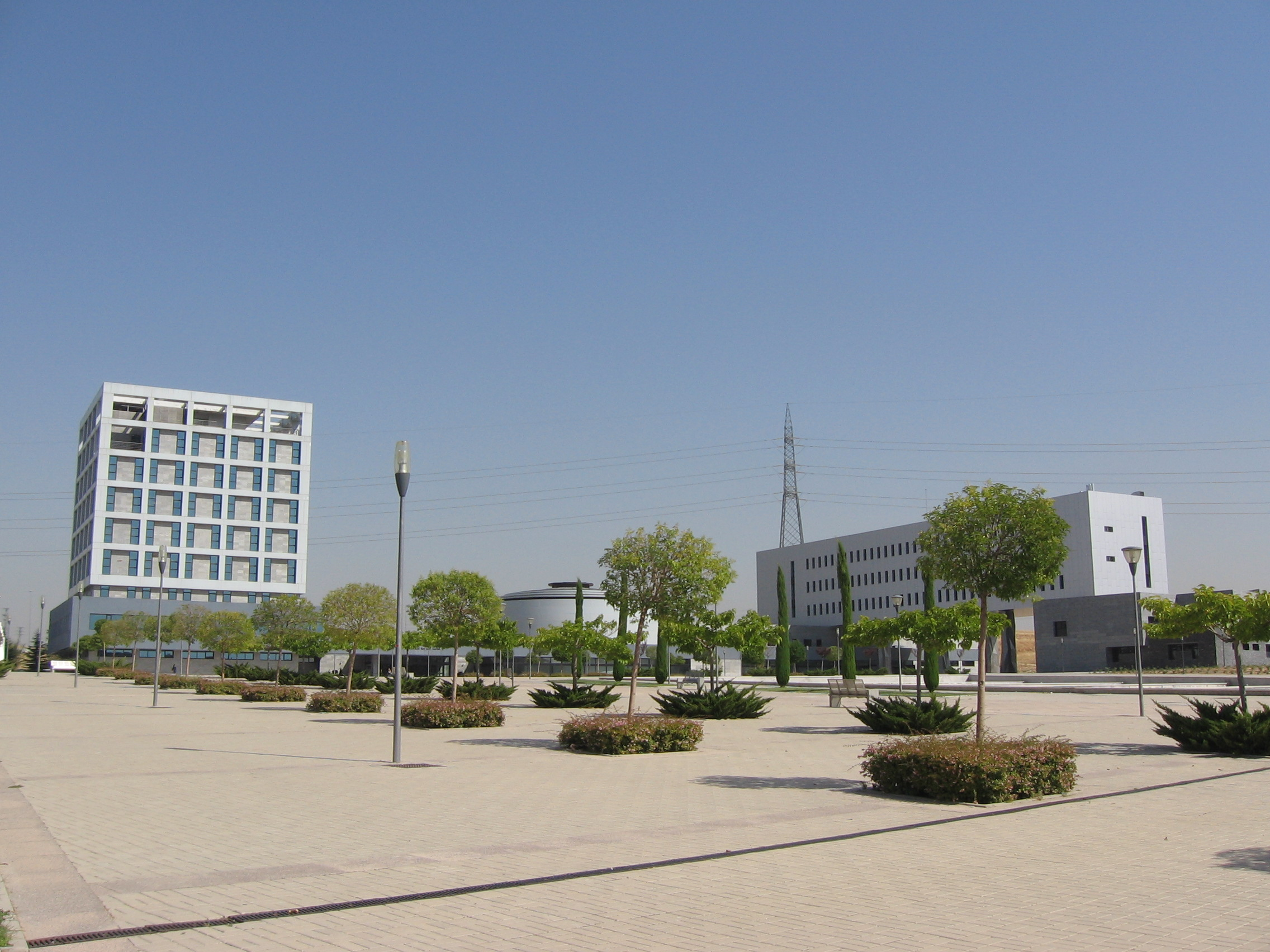
Rectorado de la Universidad Rey Juan Carlos en Móstoles

En el Campus de Móstoles se encuentra la sede central de la Universidad Rey Juan Carlos. Pertenecen a este campus la Escuela Superior de Ciencias Experimentales y Tecnología (ESCET) y la Escuela Técnica Superior de Ingeniería Informática (ETSII). Entre las instalaciones se encuentran un edificio para el Rectorado (rector, vicerrectores, PAS, salón de actos, ampliación de rectorado), un edificio de Gestión, tres aularios y tres laboratorios, dos departamentales, el CAT (Centro de Apoyo Tecnológico) y una Biblioteca Central. Se accede por carretera por la A-5 E-90 (salida 14 Móstoles DGT- Universidad), la línea 12 del Metro de Madrid (Universidad Rey Juan Carlos), en la línea C-5 de Cercanías (Móstoles El Soto) o en autobús (522, 525, 526 y 529H).
Universidad Nacional de Educación a Distancia (UNED)
Móstoles cuenta con aula de la Universidad Nacional de Educación a Distancia (UNED), integrado en el Centro Asociado Madrid Sur. La presencia de la UNED en Móstoles se remonta al curso 1979-80. Sus instalaciones están ubicadas en el IES Velázquez, que dispone de quince aulas, biblioteca, secretaría y sala de informática. En el Centro Madrid Sur hay más de 8000 alumnos, unos 2000 matriculados en el Aula de Móstoles. La UNED imparte en Móstoles tutorías de: Curso de Acceso a mayores de 25 y 45 años, Turismo (Fuenlabrada y Móstoles), Educación Social (Móstoles, Parla), Ingeniería en Técnica de la Información (Móstoles), Ingeniería Informática (Móstoles), Geografía e Historia (Móstoles), Pedagogía (Móstoles, Parla y Valdemoro), Antropología Social y Cultural (Móstoles) y Psicología (Móstoles y Parla).

### Justicia

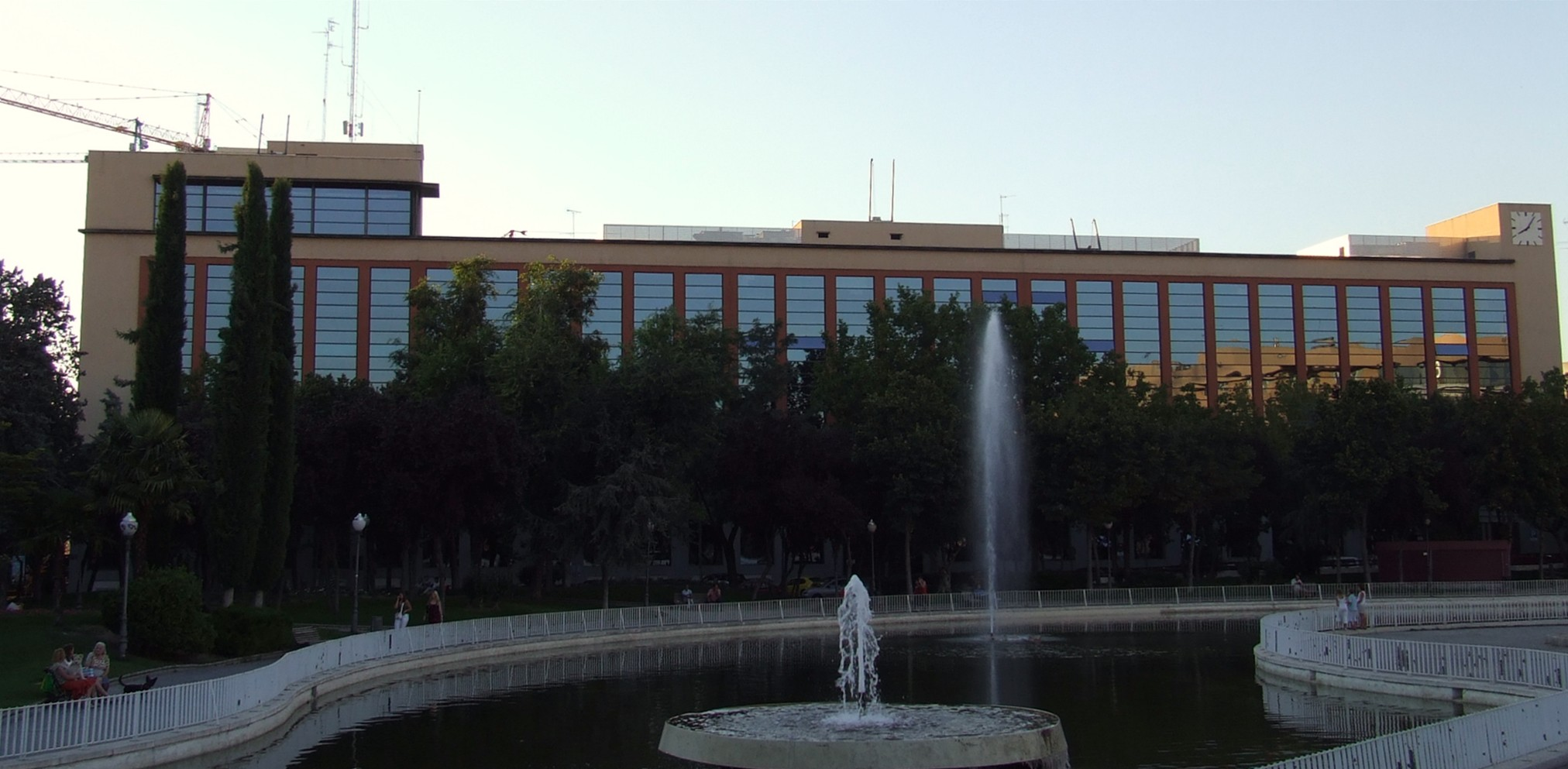
Juzgados de Móstoles

- Juzgados municipales

### Seguridad ciudadana
- Primera sede de las BESCAM, policías locales integrados en la brigadas especiales de seguridad de la Comunidad de Madrid
- Comisaría local del Cuerpo Nacional de Policía
- Subsector de la Guardia Civil de Tráfico
- Parque local de bomberos
- Una de las tres sedes de la Jefatura Provincial de Tráfico de Madrid, incluyendo el centro de exámenes para toda la región
- Agrupación de Voluntarios Protección Civil de Móstoles

### Cementerios
- Móstoles cuenta con el cementerio Viejo, en el centro del casco urbano, y el cementerio Nuevo, fuera del mismo. Existe también un tanatorio.

### Transporte
El vertiginoso crecimiento de Móstoles ha hecho necesario reforzar las infraestructuras de transporte a lo largo de los últimos años para evitar un colapso circulatorio. La construcción de la autovía de circunvalación M-50 y de la línea de Metro de Madrid número 12 (Metrosur) son dos de las principales actuaciones llevadas a cabo en este sentido a lo largo de la pasada década. Ambas vías conectan entre sí núcleos periféricos de la zona metropolitana y, a su vez, sirven para facilitar el acceso a Madrid de forma indirecta.

A continuación se enumeran las principales vías de comunicación de la localidad:
Carreteras

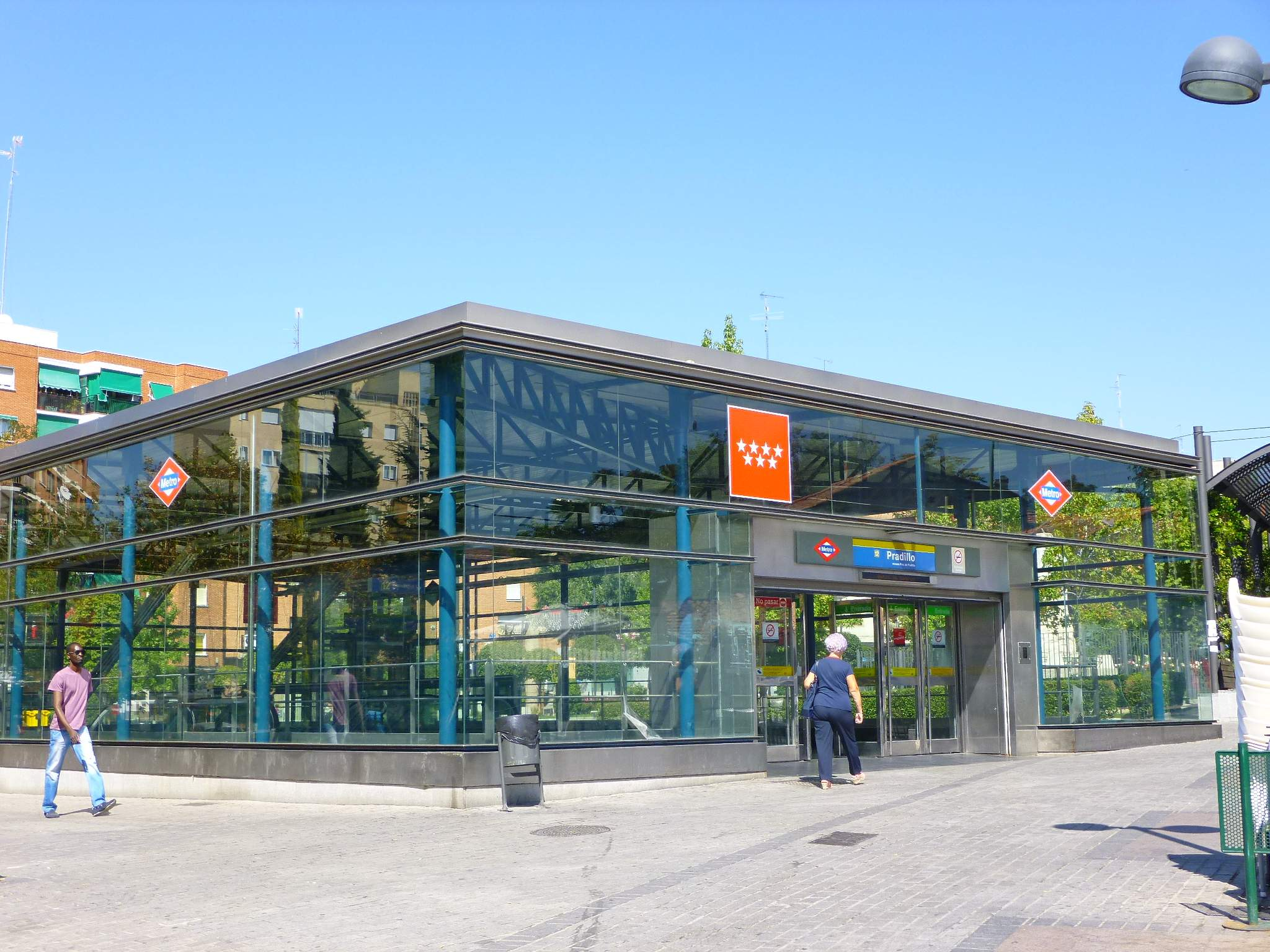
Estación de Metro de Pradillo

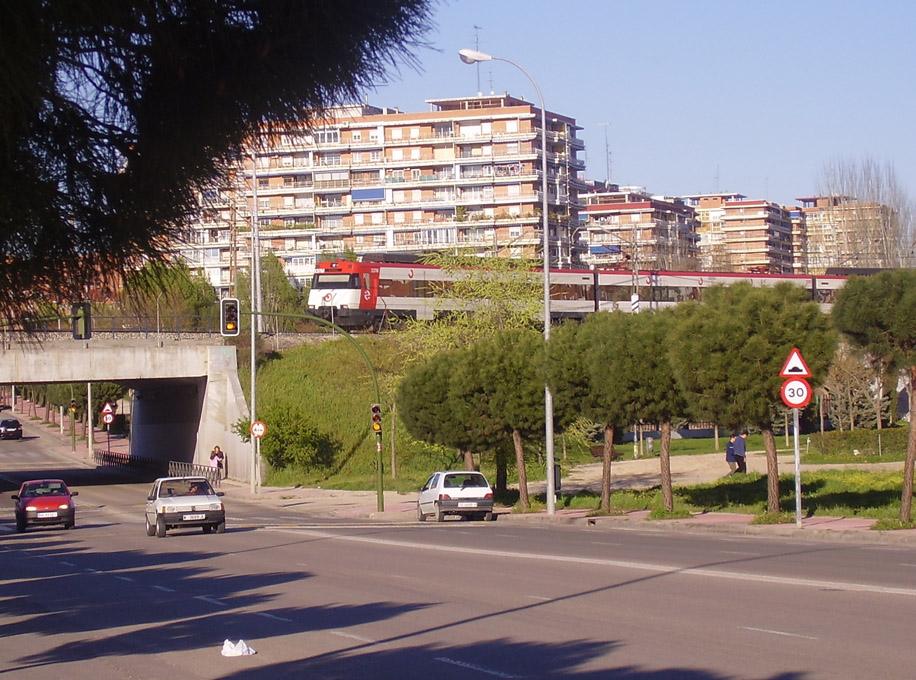
Cercanías a su paso por Móstoles

- Autovía de Extremadura A-5 / E-90 (Madrid-Badajoz-Lisboa)
- Autopista M-50
- Autopista de peaje R-5
- Carretera M-506 (Pinto-Fuenlabrada-Móstoles-Villaviciosa de Odón)
- Carretera M-413 (Fuenlabrada - Moraleja de Enmedio - Humanes de Madrid - Autovía de Extremadura A-5)
- Carretera M-856 Móstoles - Villaviciosa de Odón

Metro
Existen cinco estaciones de la línea 12 (Metrosur) de Metro de Madrid:
- Universidad Rey Juan Carlos
- Móstoles Central (conexión con la Red de Cercanías)
- Pradillo
- Hospital de Móstoles
- Manuela Malasaña

Además, en el proyecto inicial se contemplaba la apertura de una estación de la línea 12 en el barrio de Los Rosales, así como la llegada de la línea 10 a la ciudad con el Plan General de Ordenación Urbana del 2009.
Ferrocarril
La línea C-5 (Móstoles-Atocha-Fuenlabrada/Humanes) de tren de Cercanías de Madrid cuenta con dos estaciones: Móstoles (Móstoles Central para el metrosur) y Móstoles-El Soto. También existe un proyecto del 2008 por el cual se iniciaban las obras de la ampliación de la línea C-5 hasta Navalcarnero iniciando su recorrido desde Las Retamas en Alcorcón, pasando por Móstoles Central, avenida de los Deportes, Plataforma Puerta del Atlántico y Parque Coímbra antes de abandonar el municipio. Además con la aprobación del PGOU del 2009, se iniciaba el proyecto para el soterramiento de las vías del tren.
Autobuses
Móstoles cuenta con 31 líneas de autobuses que la conectan con las localidades limítrofes y con la capital. Entre ellas hay nueve rutas a Madrid (521, 522, 523, 524, 525, 528, 534, 538, 539, 541, 545, 546, 547, 548, 551 y las nocturnas N501, N503 y N505); y desde Móstoles: cinco a Navalcarnero, tres a Fuenlabrada, tres a Arroyomolinos, dos a Villaviciosa de Odón, una a Alcorcón, una a Moraleja de Enmedio, y una a Batres. 
Por último, cuenta con una línea interurbana de concesión estatal, la Línea 535 que inicia su recorrido en Alcorcón, y finaliza en la Urbanización Calypo Fado, pasando por Móstoles. 
Estas líneas son, en su mayoría, explotadas por Arriva Madrid, radicada en Alcorcón y de titularidad privada. Esta misma compañía ostenta la concesión de las seis líneas locales de Móstoles, numeradas del 1 al 6 y con distintivo urbano rojo. Los vehículos son apodados cariñosamente las Blasas en alusión a la familia De Blas, que fundó la empresa que presta este servicio.
Además, Móstoles es el centro de numerosas rutas interurbanas hacia la zona suroeste de Madrid y norte de Toledo.
Líneas interurbanas
| Línea | Recorrido                                                                               |
| ----- | --------------------------------------------------------------------------------------- |
| 498   | Móstoles - Arroyomolinos - Moraleja de Enmedio                                          |
| 498A  | Móstoles (Móstoles Central) - Arroyomolinos (Parque de Nieve)                           |
| 499   | Móstoles - Arroyomolinos                                                                |
| 519   | Móstoles - Villaviciosa de Odón                                                         |
| 519A  | Móstoles (Hospital Rey Juan Carlos) por El Soto - Villaviciosa de Odón                  |
| 520   | Alcorcón - Móstoles                                                                     |
| 521   | Madrid (Príncipe Pío) – Móstoles                                                        |
| 522   | Madrid (Príncipe Pío) – Móstoles (por Pistas DGT)                                       |
| 523   | Madrid (Príncipe Pío) – Móstoles (Villafontana)                                         |
| 524   | Madrid (Príncipe Pío) – Móstoles Sur                                                    |
| 525   | Madrid (Príncipe Pío) – Móstoles Sur (por M-50)                                         |
| 526   | Fuenlabrada - Móstoles (Estación FFCC)                                                  |
| 527   | Móstoles (Estación FFCC) – Fuenlabrada (Loranca)                                        |
| 528   | Madrid (Príncipe Pío) - Navalcarnero                                                    |
| 529   | Móstoles (Hospital Rey Juan Carlos) - Navalcarnero - El Álamo                           |
| 529A  | Móstoles (Hospital Rey Juan Carlos) - Navalcarnero - Batres                             |
| 529H  | Móstoles (Hospital Rey Juan Carlos) - Navalcarnero                                      |
| 531   | Móstoles (Hospital Rey Juan Carlos) - Navalcarnero - Sevilla la Nueva                   |
| 531A  | Móstoles (Hospital Rey Juan Carlos) - Navalcarnero - Villamantilla                      |
| 534   | Madrid (Príncipe Pío) - Móstoles (Urbanización Parque Coímbra) - Arroyomolinos (Xanadú) |
| 535   | Alcorcón (Alcorcón Central) – Urbanización Calypo-Fado                                  |
| 538   | Madrid (Príncipe Pío) - Navalcarnero (por La Dehesa)                                    |
| 539   | Madrid (Príncipe Pío) - El Álamo                                                        |
| 541   | Madrid (Príncipe Pío) – Villamanta - La Torre de Esteban Hambrán                        |
| 545   | Madrid (Príncipe Pío) - Cenicientos - Sotillo de la Adrada                              |
| 546   | Madrid (Príncipe Pío) – Rozas de Puerto Real - Casillas                                 |
| 547   | Madrid (Príncipe Pío) – Villa del Prado - Almorox - Aldeaencabo                         |
| 548   | Madrid (Príncipe Pío) – Aldea del Fresno - Calalberche                                  |
| 551   | Madrid (Príncipe Pío) - San Martín de Valdeiglesias - El Tiemblo / Cebreros             |
| N501  | Madrid (Príncipe Pío) – Alcorcón - Móstoles                                             |
| N503  | Madrid (Príncipe Pío) - Móstoles (Villafontana)                                         |
| N505  | Madrid (Príncipe Pío) - Navalcarnero                                                    |

Líneas urbanas
| Línea | Recorrido                                 |
| ----- | ----------------------------------------- |
| 1     | Las Cumbres - Estación FF.CC.             |
| 2     | Pradillo - Cementerio                     |
| 3     | Pol. Ind. Las Nieves - Pradillo           |
| 4     | Móstoles Sur - Hospital Rey Juan Carlos   |
| 5     | Estación FF.CC. - Parque Coímbra          |
| 6     | Univ. Rey Juan Carlos - Ur. P. Guadarrama |

Líneas de largo recorrido
Móstoles cuenta con 4 líneas de largo recorrido de concesión administrativa del Ministerio de Transportes. Estas son las siguientes:
- VAC063 : Madrid (Estación Sur) - Valmojado - Toledo
- VAC082 : Madrid (Cuatro Vientos) - Fuensalida - Alcabón
- VAC087 : Madrid - Talavera de la Reina - Miajadas - Don Benito
- VAC226 : Madrid (Estación Sur) - Navamorcuende

Autotaxi
En la localidad hay 12 paradas de autotaxi, con una capacidad total para 63 vehículos.
Aeropuerto
Está situado a unos 35 km del aeropuerto de Madrid-Barajas. El aeropuerto de Cuatro Vientos está a unos 9 km.

## Monumentos y lugares de interés

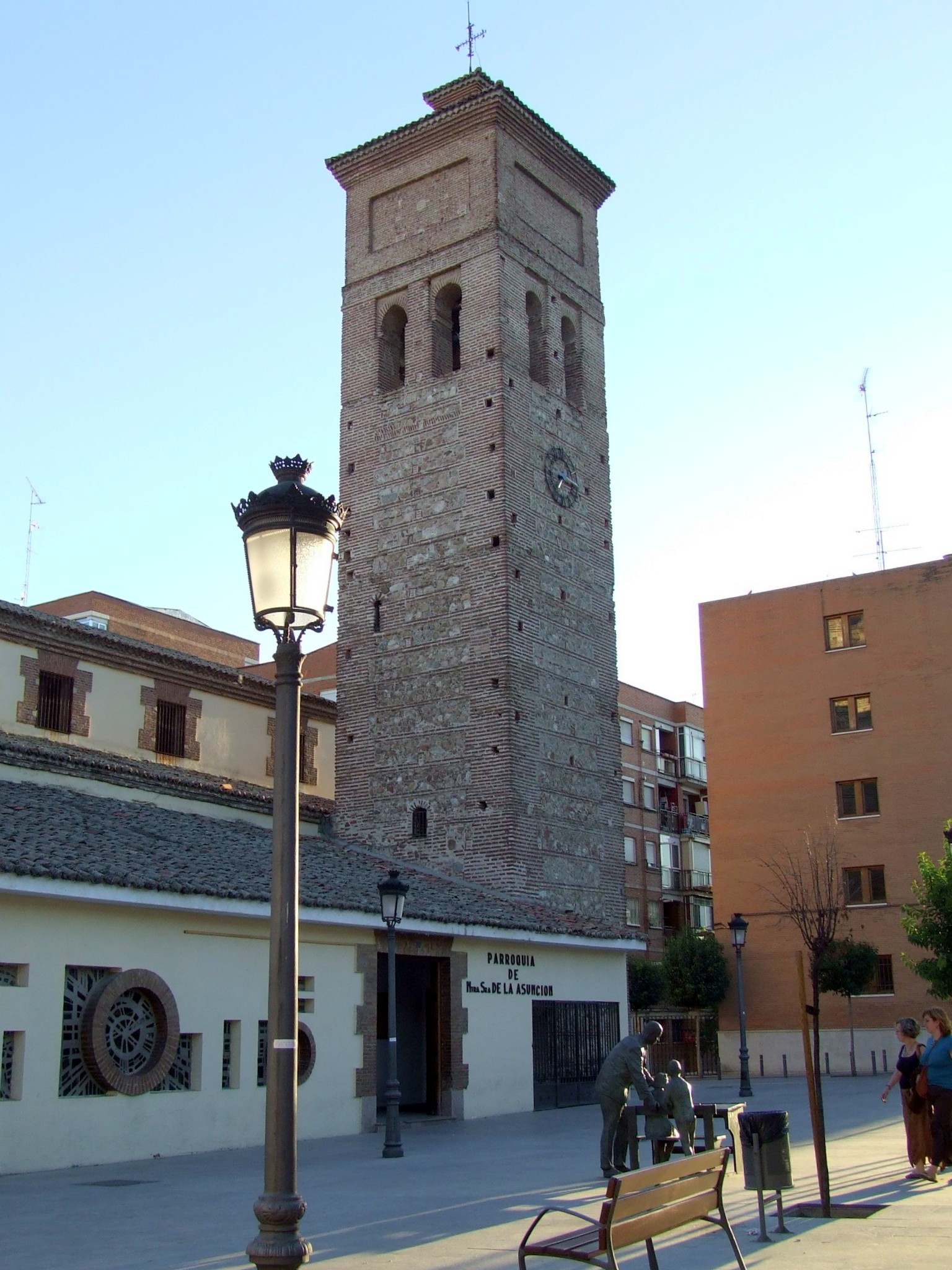
Iglesia de Nª Sra. de la Asunción

Uno de los inmuebles con valor arquitectónico es la iglesia de Nuestra Señora de la Asunción, el edificio más antiguo de Móstoles. Se conservan un ábside semicircular de estilo mudéjar y una torre del mismo estilo. Se encuentra en el número 1 de la plaza Ernesto Peces.
La ermita de Nuestra Señora de los Santos consta de una sola nave y tiene un retablo del siglo XVIII (restaurado en 2005), a cuyos lados están las imágenes modernas del Sagrado Corazón de Jesús y María. Contiene también espejos del siglo XVII, cornucopias, cuadros de marcos tallados y un gran decorado. La Virgen de los Santos (patrona de Móstoles) está situada en un camarín. Existe también una figura de barro que representa a San Juan y el Niño Jesús, de la escultora Luisa Roldán «la Roldana».

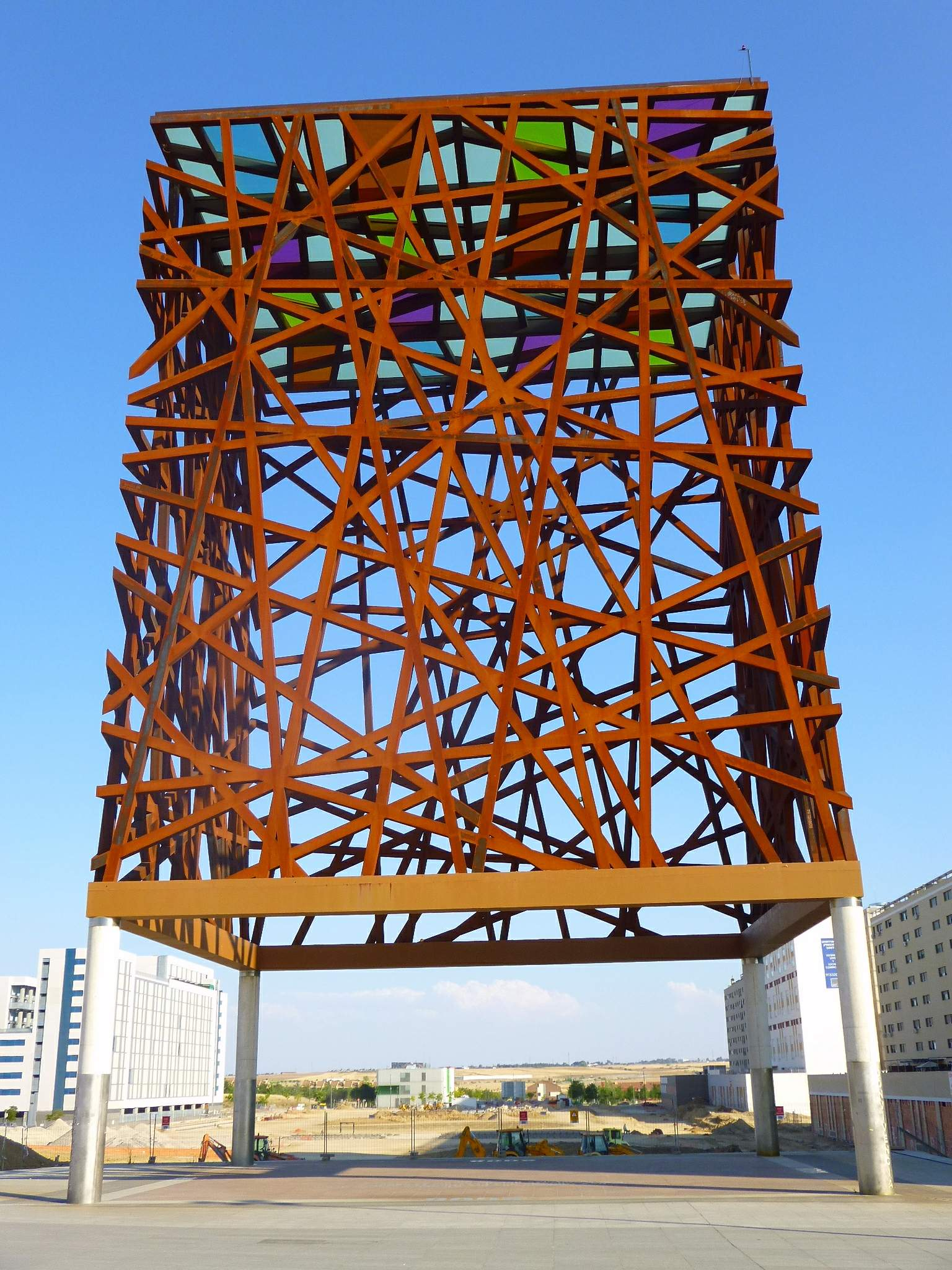
Monumento a la Libertad

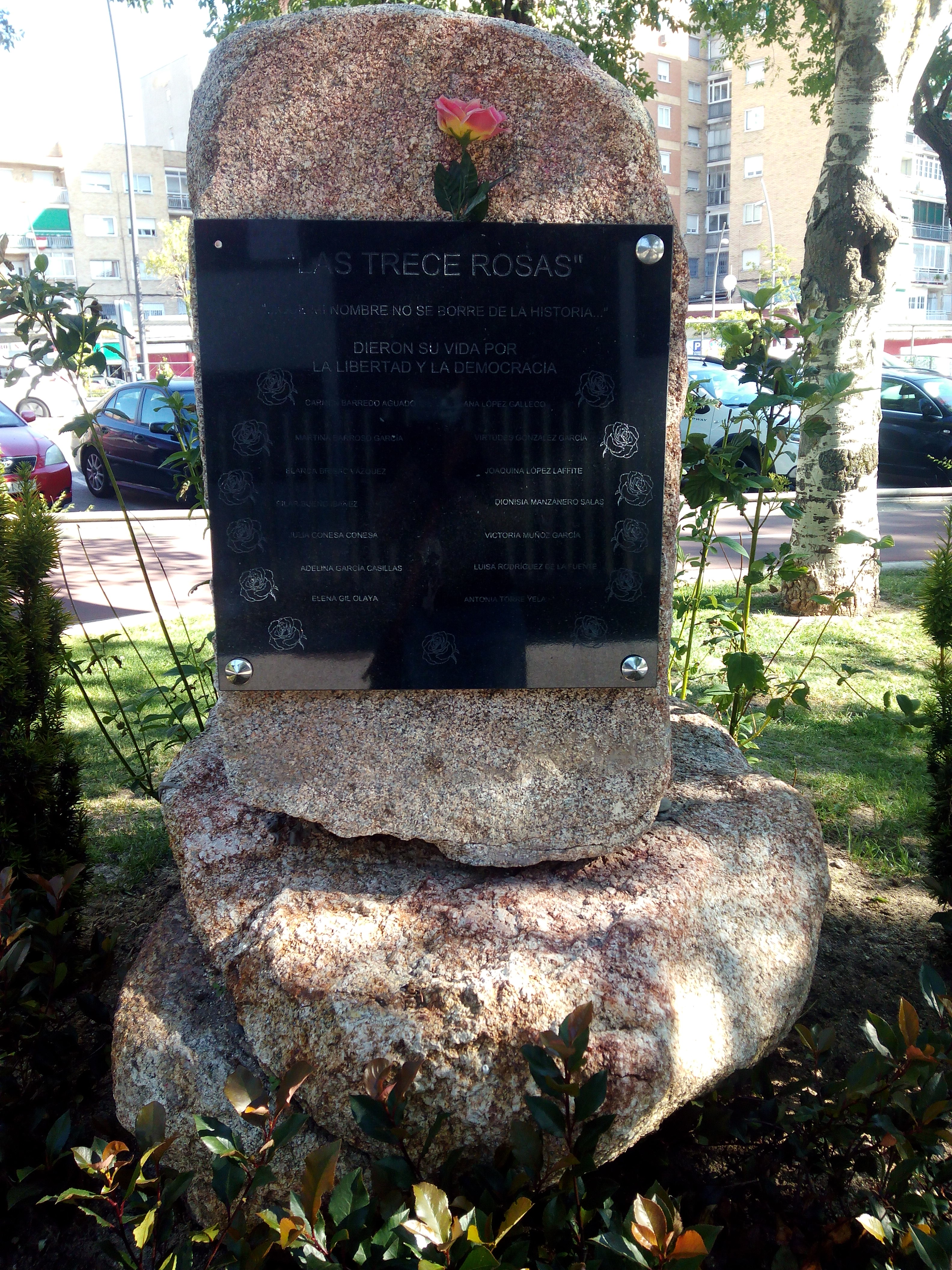
Monolito Las Trece Rosas

En la plaza del Pradillo y alrededores se encuentran las principales esculturas y fuentes. Entre ellas se encuentra la Fuente de los Peces —con dos peces de bronce, de cuya boca mana el agua—, inaugurada en la primavera de 1852. También se ubica cerca el Monumento a Andrés Torrejón, inaugurado en 1908 por el rey Alfonso XIII, con motivo de cumplirse el primer centenario del levantamiento del Dos de mayo de 1808 en Madrid y el bando de los alcaldes de Móstoles. El monumento tiene una base de granito sobre la que reposa un trozo de montaña de roca de Segovia que representa los Pirineos. Por encima del peñón, traspone un águila imperial representando a Francia que, con una de sus garras, pretende arrancar la corona real del escudo de España. Al pie de un cañón aparece la estatua del alcalde de Móstoles. A su lado, un jinete al galope tendido: el postillón que lleva apresurado el célebre bando, cuyo texto figura en una placa de bronce. Otros hitos son el monumento a La Barbacana, una escultura realizada por la escultora Virtudes Jiménez Torrubia que se encuentra justo en el lugar donde antes había una barbacana (muro bajo que separaba la plaza ajardinada de la carretera y que constituía un punto de encuentro para la juventud de los años 60 y 70), y el Homenaje a los escritores más importantes, en la parte superior del pórtico de la plaza del Pradillo, con diversos retratos de literatos.
El Monumento del Bicentenario de los acontecimientos del 2 de mayo de 1808 está Situado en la plaza del Sol del nuevo barrio de Móstoles, metro Manuela Malasaña. El Monumento homenaje al maestro consiste en un grupo escultórico realizado por la escultora Virtudes Jiménez Torrubia. Se encuentra situado en lo que fue el patio de las antiguas escuelas municipales, actualmente la plaza de Ernesto Peces. El Monumento al Peñero representa la figura de un peñero lanzando un cohete en homenaje a la gran cantidad de peñeros que hay en el municipio. Durante los carnavales de 2016 se adjuntó un monolito en memoria de Rafael González Cruceta, fallecido en diciembre de 2015 y uno de los más carismáticos peñeros de la ciudad.
En 2019 un parque de Móstoles rinde homenaje a las Trece Rosas con un monolito, este monolito en 2021 fue trasladado frente al centro de servicios para jóvenes Las Trece Rosas.
También existen una fuente y escultura al titiritero ubicada en la plaza de la Cultura; la glorieta del 2 de mayo, que rinde homenaje a la mujer trabajadora; la Puerta de Madrid en el barrio de Los Rosales; la glorieta Héroes de la Libertad, un homenaje a todas las víctimas del terrorismo; y el Parque de los Planetas, con diversas esculturas que representan a los planetas del sistema solar.

### Parques y jardines

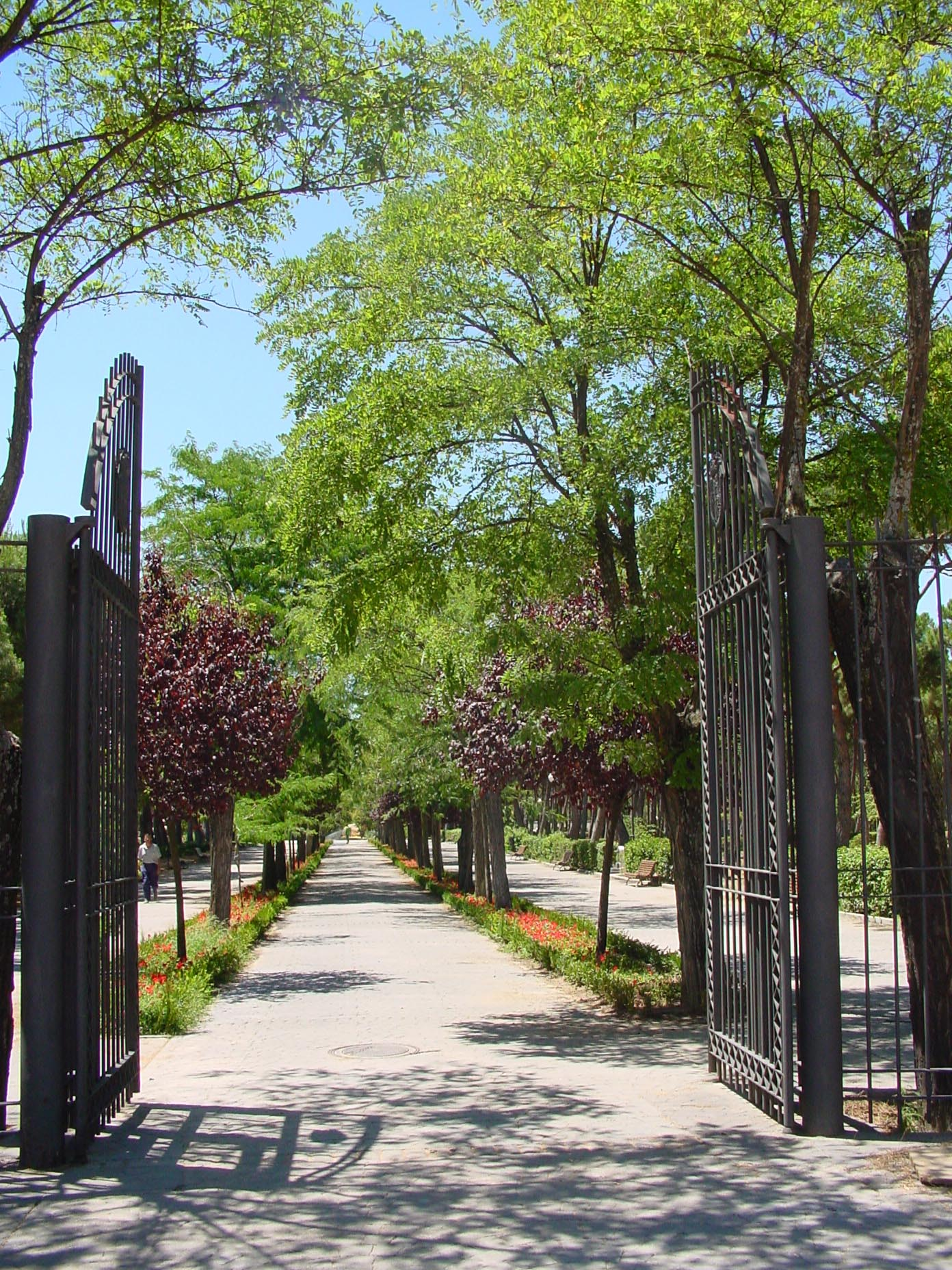
Parque Finca Liana

Móstoles sería una de las ciudades de España con más árboles por habitante: nueve árboles por cada veinte habitantes aproximadamente. Entre sus parques y zonas verdes se encuentran:
- Parque natural de El Soto: el más grande de Móstoles con 44 hectáreas de superficie. Además es conocido porque en él se realizó durante varios años, hasta 2004, el Festival de Madrid de Música Alternativa, más conocido como Festimad.
- Parque Finca Liana: el segundo más grande, y junto con el anterior, considerados uno de los pulmones de la ciudad. Cuenta con una superficie de 14,4 hectáreas de superficie, y es la división natural entre los distritos Oeste y Centro, entre los barrios de El Soto y Azorín sobre el centro del municipio.
- Parque Cuartel Huerta: en pleno centro de la ciudad, sobre los terrenos de un antiguo cuartel del Ejército, demolido en 1985. En su entorno se encuentran la Biblioteca Municipal, el Conservatorio de música profesional y los Juzgados. Junto con la cercana plaza del Pradillo forman un gran espacio no edificado en pleno centro urbano.
- Vía verde del río Guadarrama: es la plataforma de una antigua línea ferroviaria que conectaba la capital con Almorox; actualmente las vías no se conservan, pero sí un puente de hierro que cruza el río Guadarrama. Recientemente se ha acondicionado el camino como vía verde con señalización, descansaderos y merenderos, etc.
- Parque Nelson Mandela: ubicado en el distrito de Móstoles Sur, es un parque que homenajea al presidente de Sudáfrica Nelson Mandela.
- Parque Prado Ovejero: es un parque ubicado en el Distrito Norte-Universidad, que delimita los barrios de Los Rosales (Móstoles) con el barrio de Fuente Cisneros (Alcorcón). Cuenta con un área de 7,7 hectáreas.

También existen el parque Galicia, parque La Mancha, parque Canarias, parque Andalucía y el parque lineal Arroyo del Soto. Sobre este último se desarrolla el Parque de los Planetas.

### Calles y plazas
Entre las plazas destaca la del Pradillo, la principal y más conocida de Móstoles, se encuentra en el centro urbano. También cuenta con la plaza de España, que alberga la Casa Consistorial, y la plaza de la Cultura, con el Centro Cultural Villa de Móstoles y la estatua al titiritero.
Una de las principales arterias de la ciudad es la avenida de Portugal, una larga vía con zonas ajardinadas y carril bici. Era parte de la antigua carretera N-V (Madrid-Frontera portuguesa) hasta que en 1980 se abrió al tráfico la circunvalación que rodea la ciudad, (actual A-5). La Avenida de la Constitución comunica la avenida de Portugal con la plaza de Pradillo: se trata de una zona comercial y es sede del CA2M. La avenida del Dos de Mayo es continuación de la anterior hacia el barrio del Hospital, ambas formaban parte de la primitiva carretera de Extremadura que atravesaba la localidad, hasta que en 1953 se desvió por la actual avenida de Portugal; que también tiene un marcado carácter comercial.

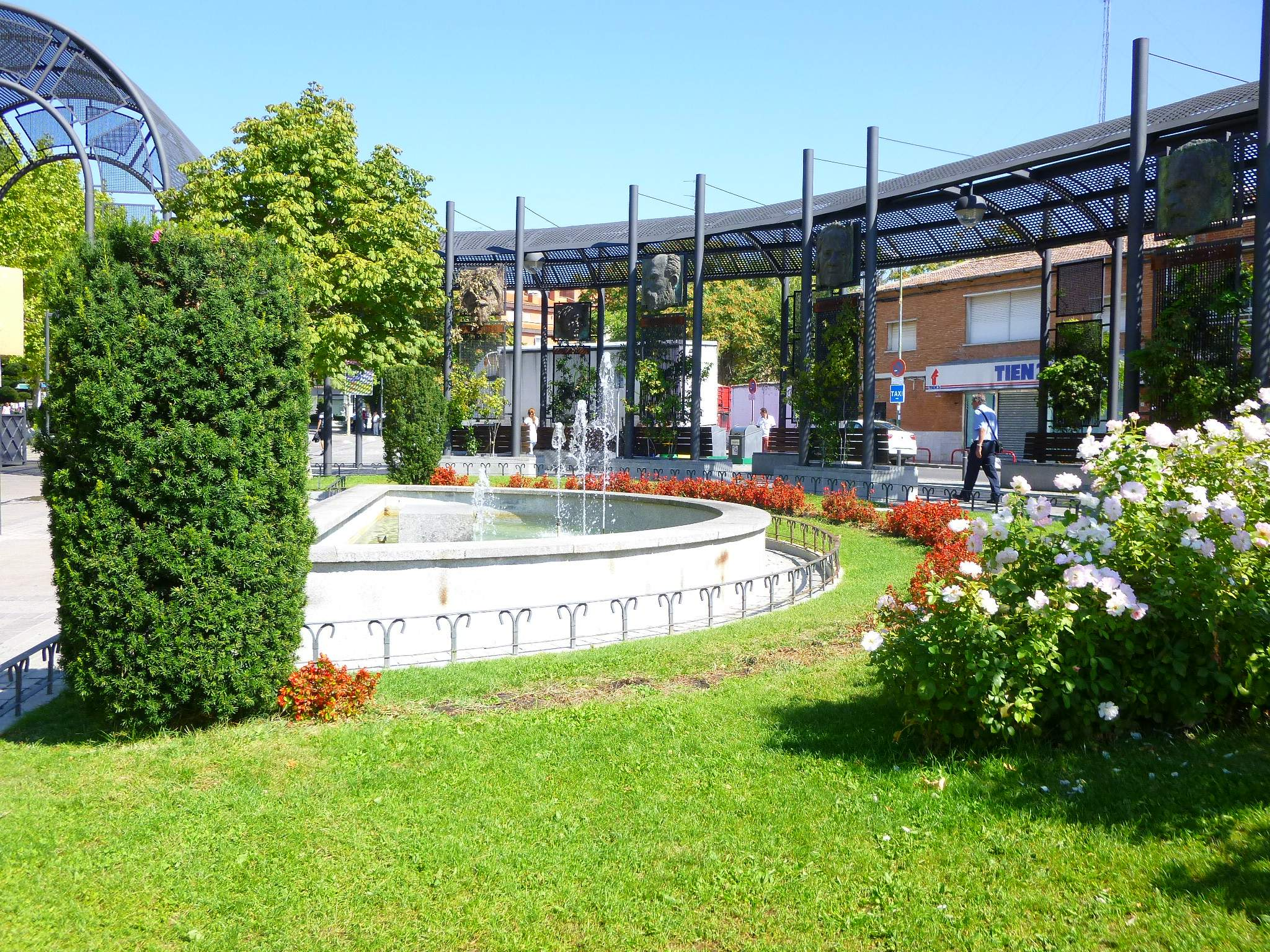
Plaza del Pradillo
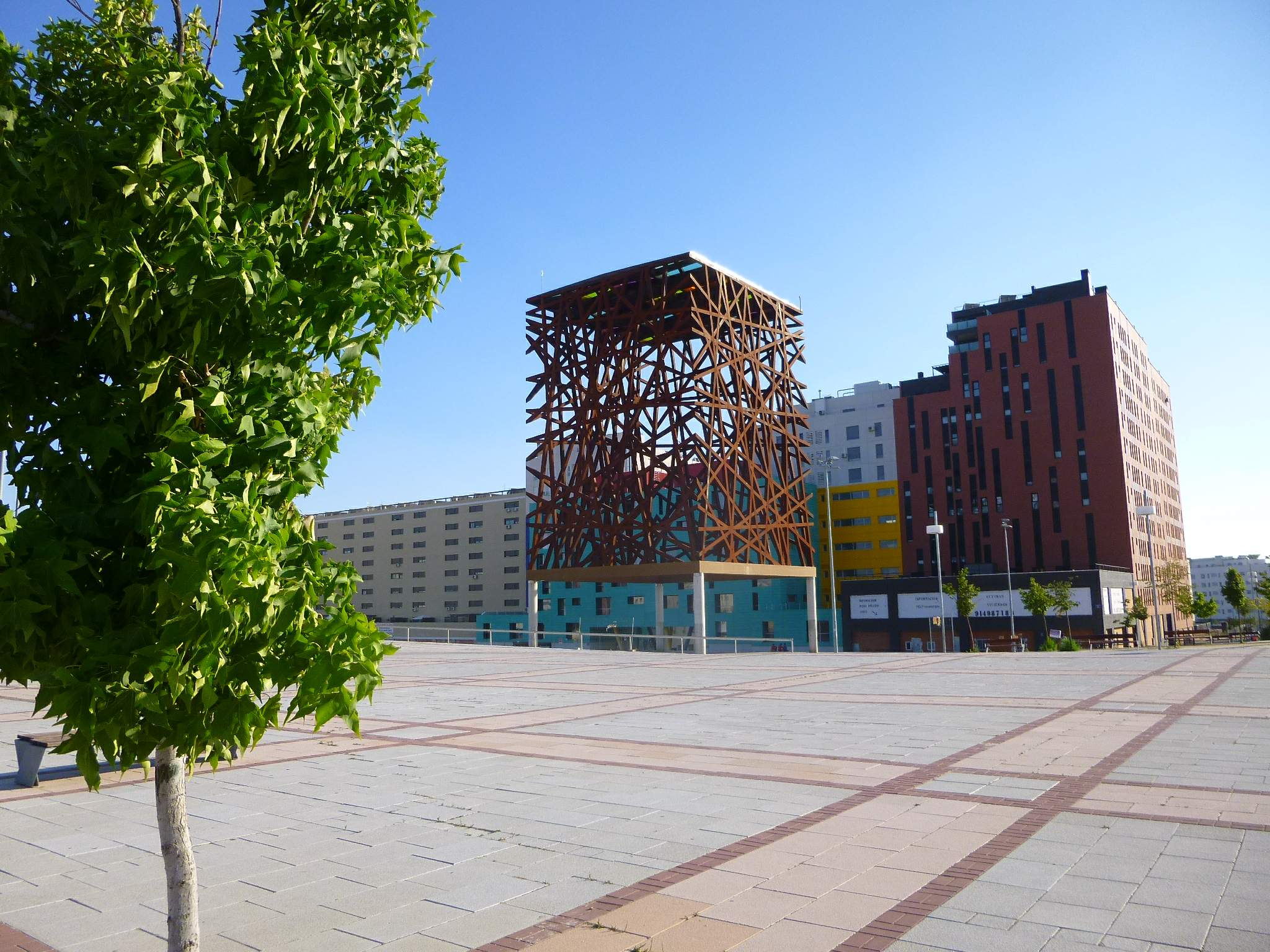
Plaza del Sol
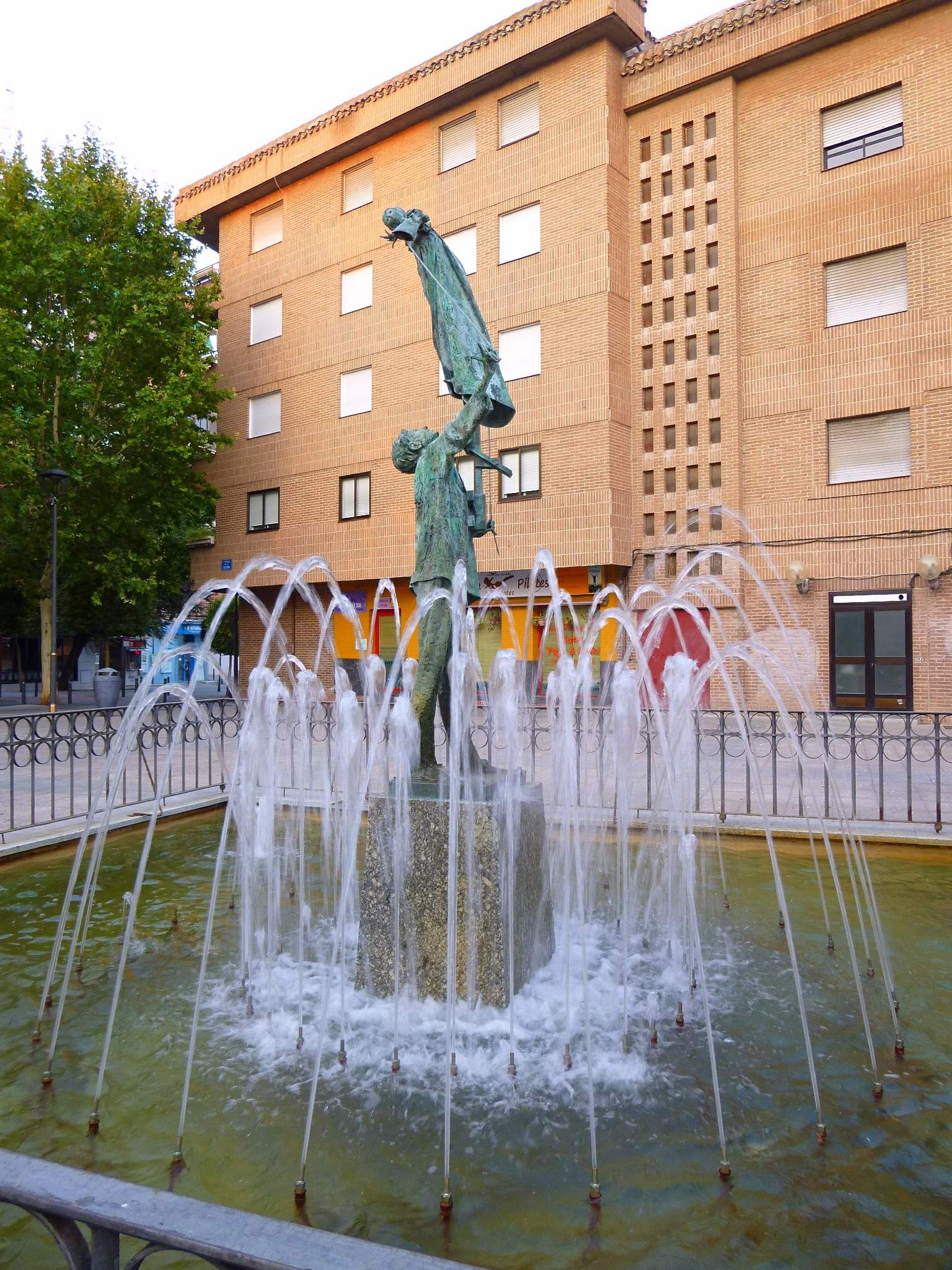
Plaza de la Cultura
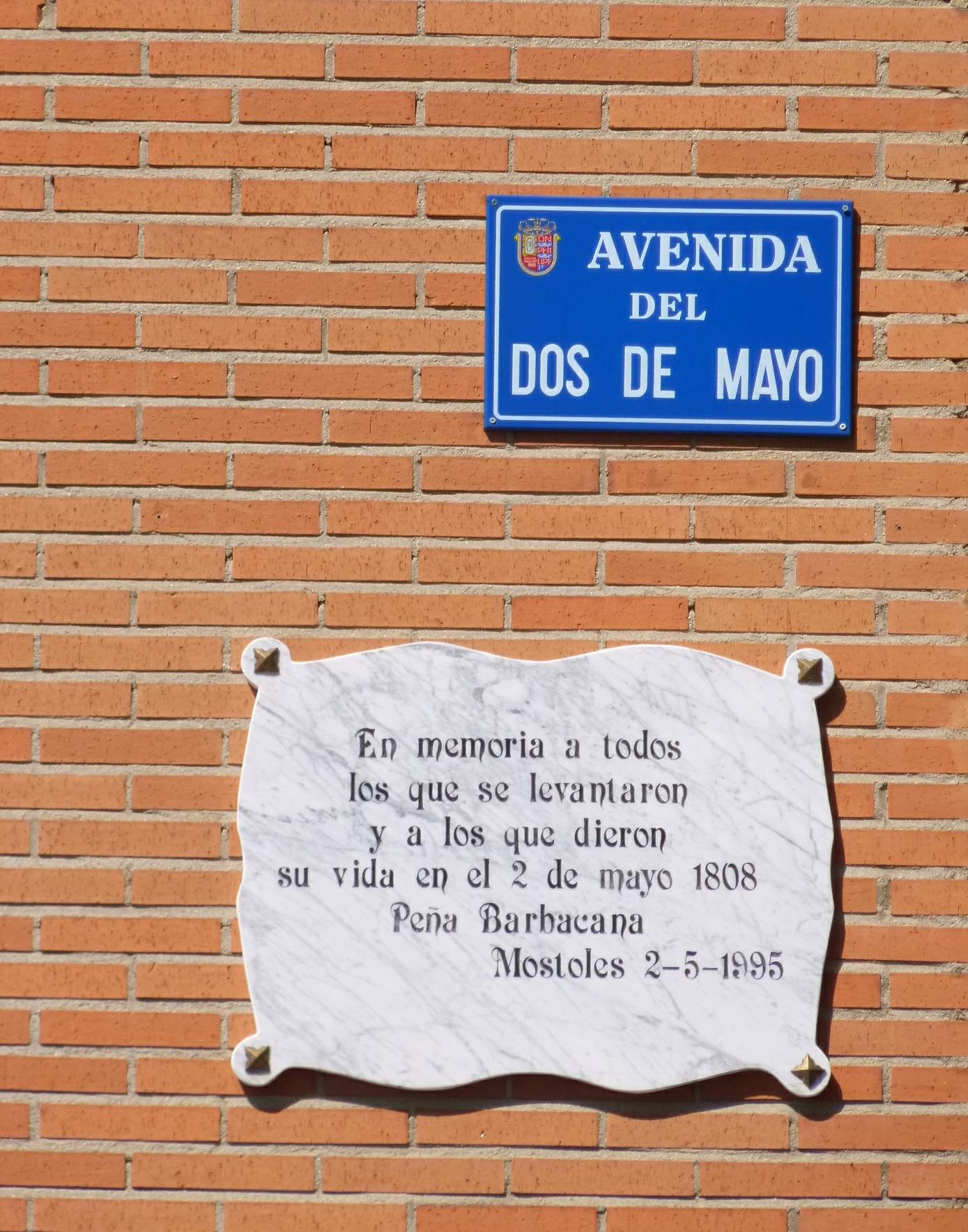
Avenida del Dos de Mayo
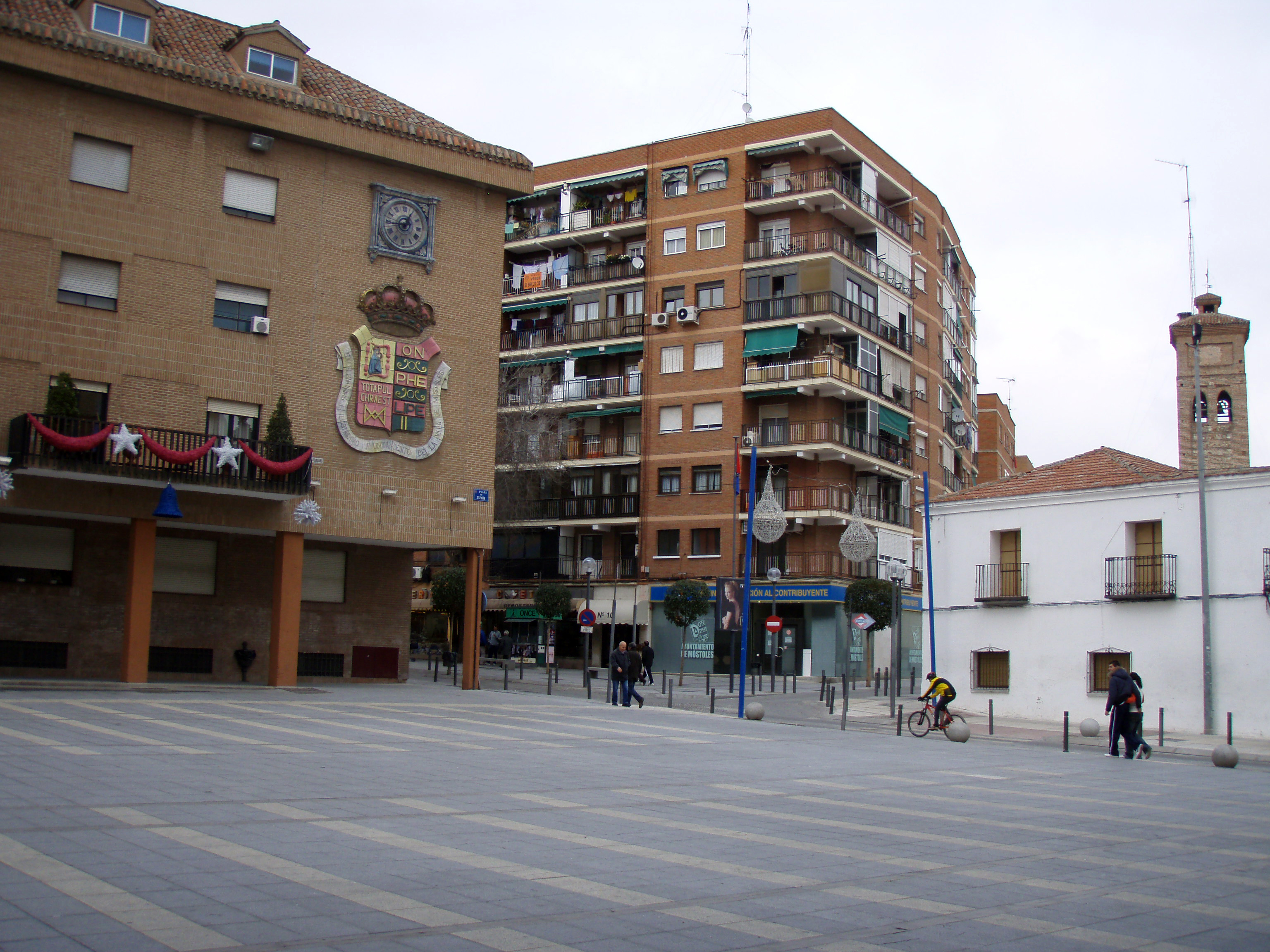
Plaza de España
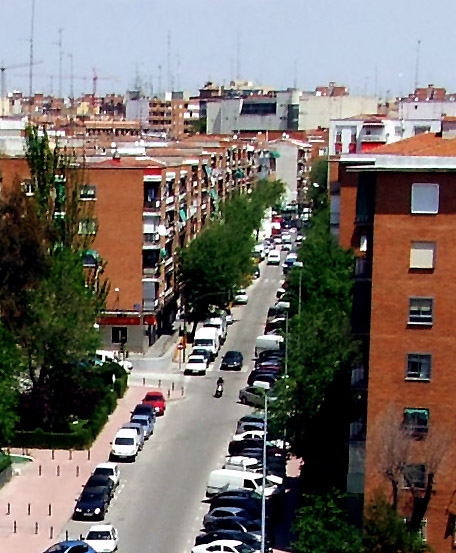
Calle Villaamil
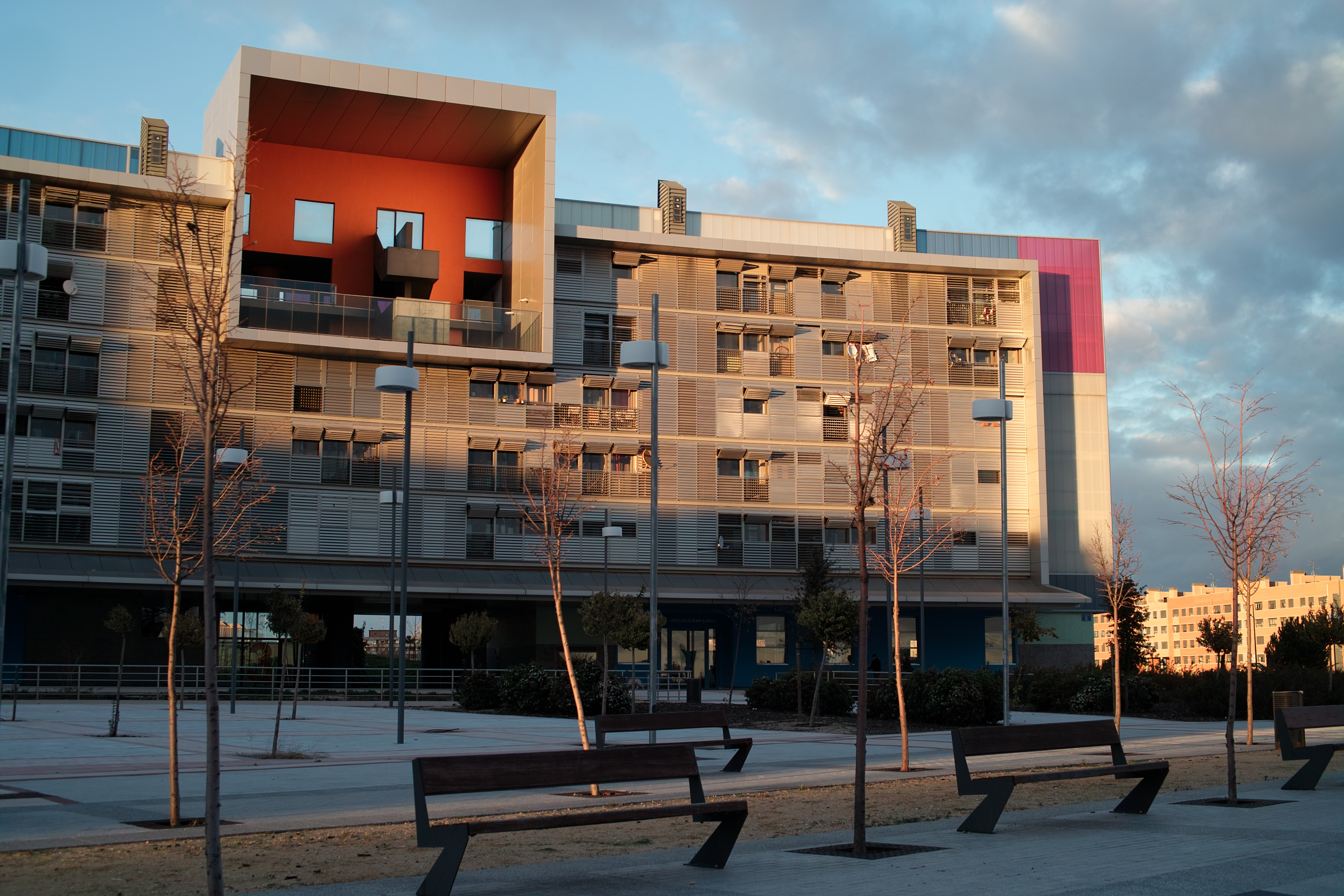
Edificio Hemiciclo solar

## Cultura

### Museos

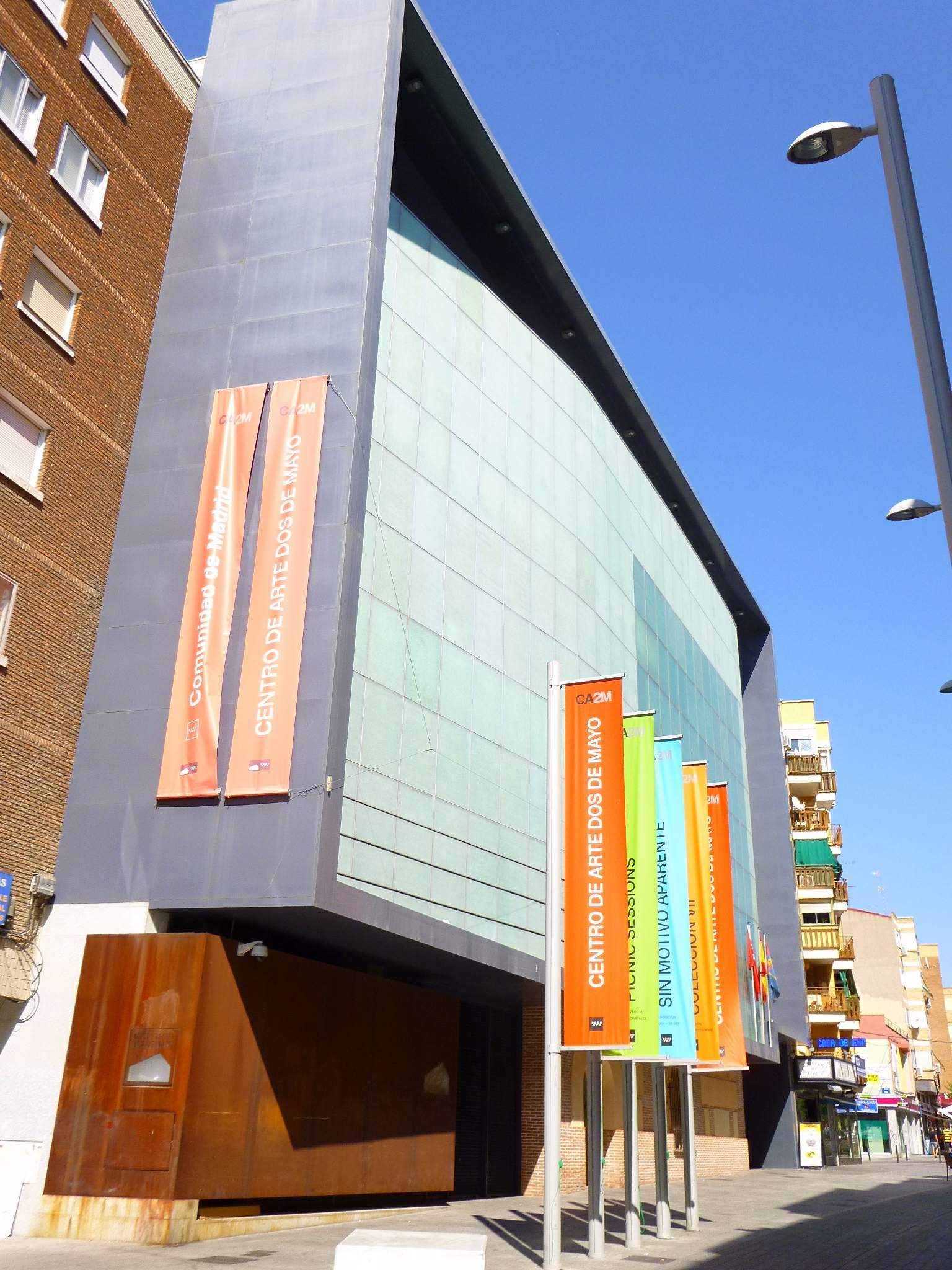
Centro de Arte Dos de Mayo

En Móstoles se encuentra el CA2M, Centro de Arte Dos de Mayo. El edificio, de más de 5800 m² de superficie, se encuentra en el centro de Móstoles y se levanta sobre la fachada de La Casona, un inmueble tradicional del siglo XIX que ha sido rehabilitado. Su colección, de más de 1300 obras, consta principalmente de obras de fotografía, pintura y escultura de artistas españoles nacidos a partir de la década de 1940. Desde mayo de 2014, también alberga la Colección Fundación ARCO, compuesta por 300 obras de 224 artistas contemporáneos. Además de la exposición de sus fondos, el CA2M lleva a cabo otras actividades no expositivas como conferencias, proyecciones, debates, talleres, seminarios, cursos y actuaciones musicales. También cuenta con salas dedicadas al estudio y la creación artística.
El Museo de la Ciudad es un nuevo recurso cultural pensado para proporcionar un mejor conocimiento de Móstoles, el aprendizaje y la participación de sus visitantes. El museo se ubica en la antigua Casa de Postas, inmueble de estilo neomudéjar. La casa-museo de Andrés Torrejón es la casa donde vivió y murió el famoso alcalde de Móstoles. Una pequeña casa de época, decorada con elementos del siglo XIX de estilo rústico.

### Bibliotecas

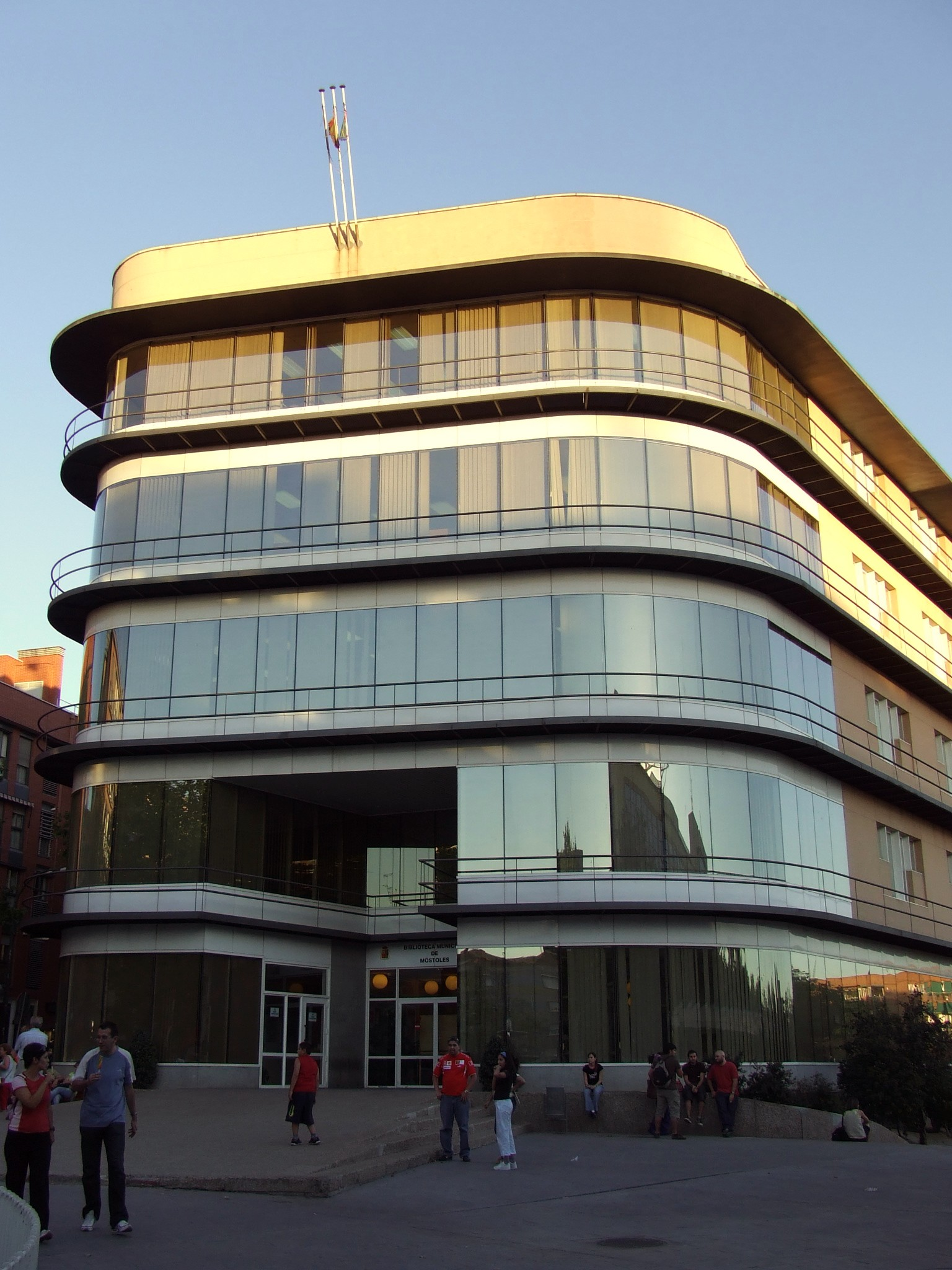
Biblioteca municipal

La Biblioteca Municipal de Móstoles tiene seis puntos de servicio (biblioteca central y cinco sucursales de barrio). Existe una página web para obtener información acerca de la ubicación, fondos, servicios ofertados y actividades.

### Teatros

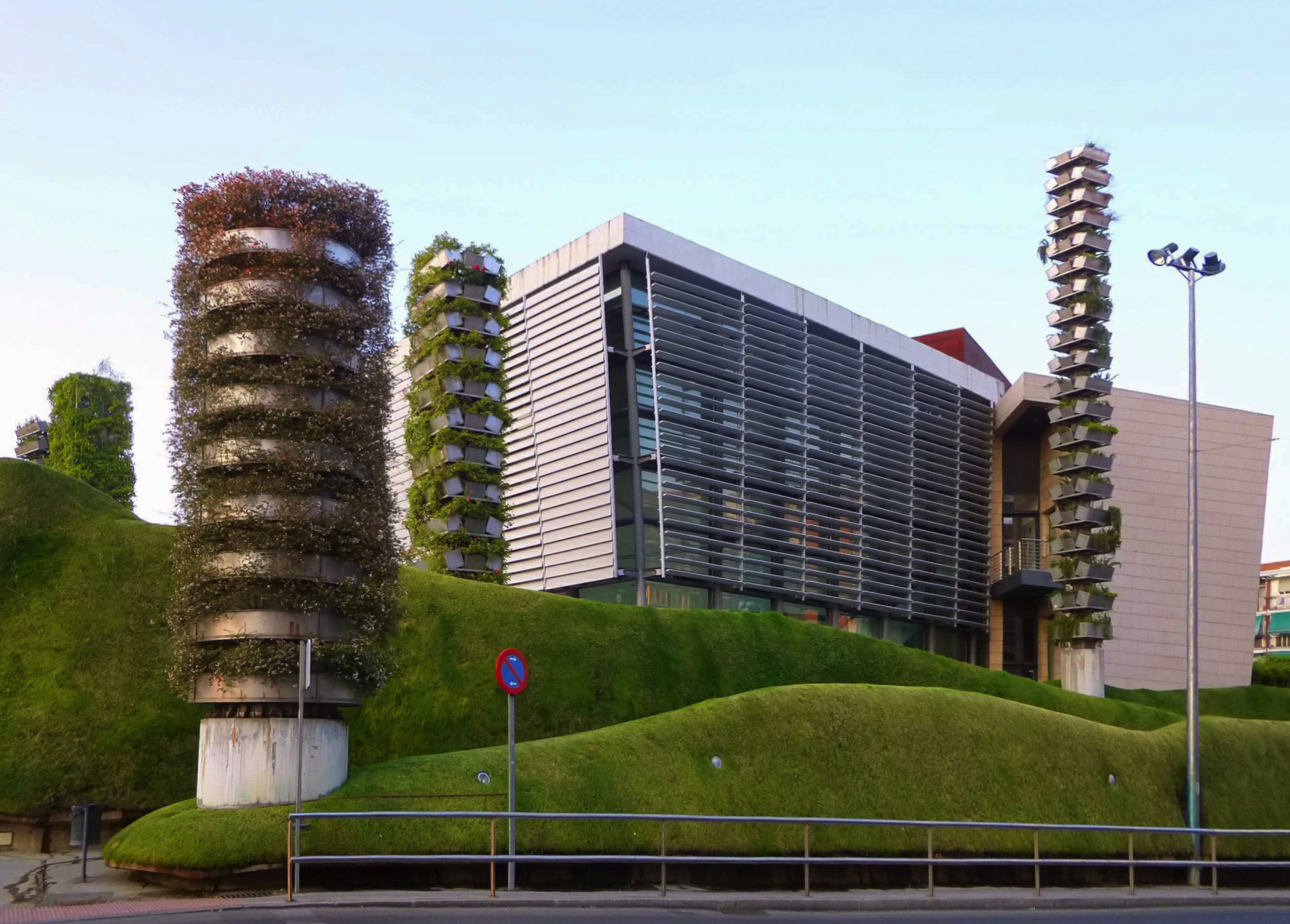
Teatro del Bosque

El Teatro del Bosque, inaugurado en 2003, es uno de los edificios más representativos de la localidad. Está levantado con vistas al parque Finca Liana. Su jardín perimetral, caracterizado por parterres muy verticales, fue diseñado por Javier Mariscal. Este teatro alberga los espectáculos de teatro, danza y música promovidos por el Ayuntamiento. Tiene un aforo para 646 espectadores y un escenario con una superficie de 342 metros cuadrados; asimismo, el foso de orquesta tiene capacidad para unos 50 músicos. Las instalaciones se completan con una cafetería, seis camerinos, cabinas de interpretación simultánea, que suman una superficie de 3000 metros cuadrados distribuidos en tres plantas.

### Entidades culturales

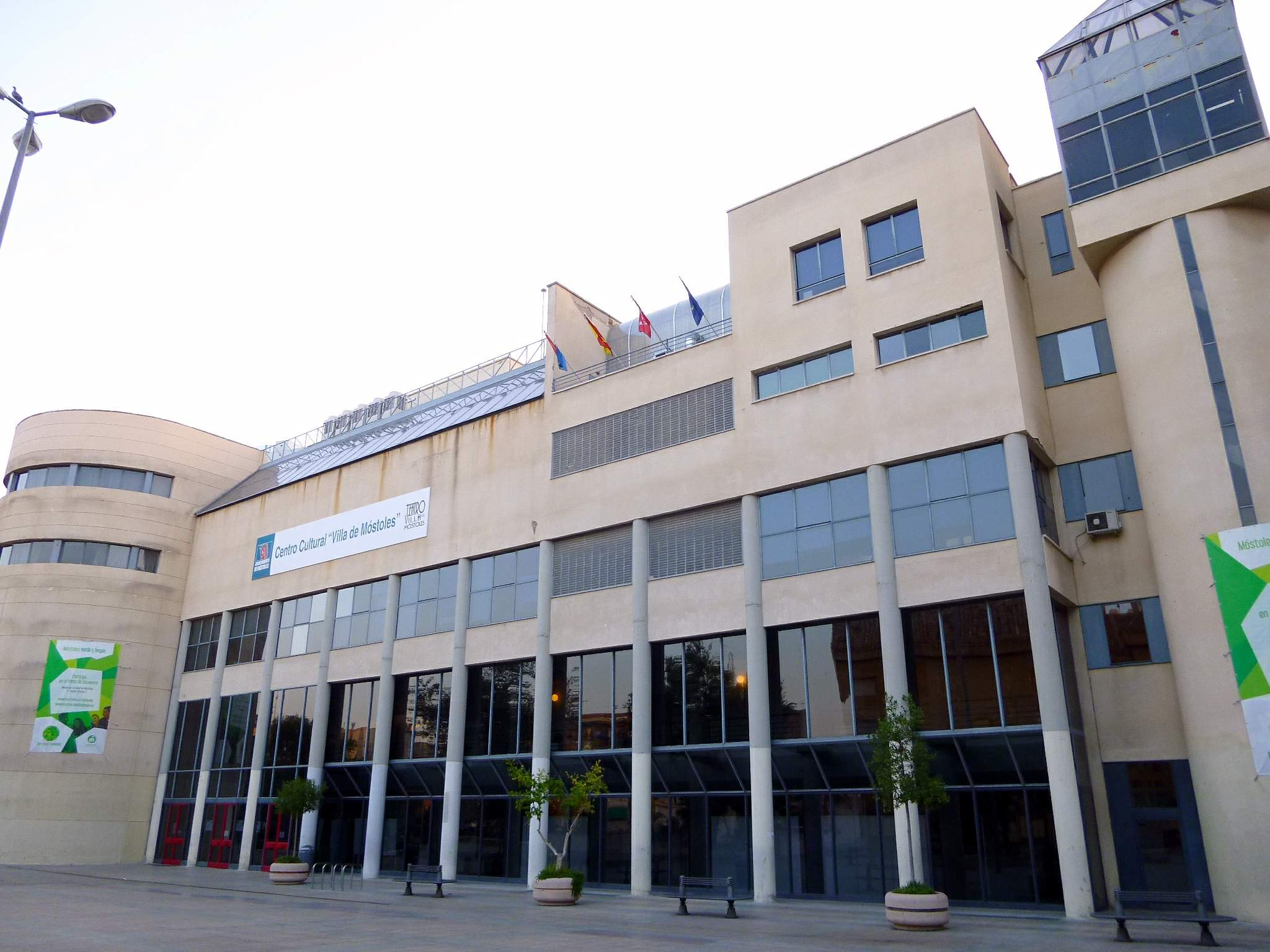
Centro cultural Villa de Móstoles y Teatro Villa de Móstoles

Existe una gran comunidad de teatro amateur en la localidad, de hecho, la Confederación Estatal de Teatro Amateur ESCENAMATEUR inició sus primeros pasos en esta localidad. Sus principales focos son el Centro Sociocultural El Soto, Centro Sociocultural Caleidoscopio, los institutos municipales y la Universidad Rey Juan Carlos. Una de las compañías de teatro más relevante de la ciudad es Melpómene Teatro, dirigida por el mostoleño Alejandro Cavadas, que lleva desde el año 2004 haciendo un trabajo teatral desde y para sus vecinos, acumulando más de treinta premios nacionales.
También existen centros de juventud y centros culturales (Villa de Móstoles, El Soto, Caleidoscopio, Joan Miró y Norte-Universidad).

### Eventos culturales
La localidad acoge, desde 2005, un festival de cine, impulsado por el ayuntamiento, en colaboración con la Universidad Rey Juan Carlos y el gobierno de la Comunidad de Madrid. El evento, llamado Festival Internacional de Cine Madrid Móstoles, se celebra en el Teatro del Bosque e integra ciclos, sección oficial con las películas que entran a concurso y actividades paralelas a precio reducido (2,40 euros en la edición de 2005).
Ocho ediciones del Festimad, un festival de música rock, desde 1996 hasta 2004, tuvieron lugar en el parque del Soto. Tras la decisión del ayuntamiento de Móstoles de no celebrar más eventos musicales en el parque del Soto, tras la llegada del Partido Popular al Ayuntamiento y por el temor a que la multitud que se citaba allí cada año a disfrutar de los conciertos y acampar pudiese dañar el entorno natural, el festival se trasladó en 2005. Desde entonces se celebró en otras localidades del sur de Madrid, pese a que la intención del consistorio mostoleño era mantener el evento en la localidad pero en otro espacio. En 2017 volvió a celebrarse en Mostóles.

### Deporte
Entidades deportivas
En lo que a equipos profesionales se refiere, tras la desaparición del FS Móstoles, en la élite deportiva permanece el Fútbol Sala Femenino Móstoles, el equipo de atletismo (Club Asociación Atlética de Móstoles), el equipo de natación (Agrupación Deportiva Natación Móstoles) y todo lo relacionado con artes marciales.
En 1955 se fundó el C.D. Móstoles, desaparecido en 2012 por problemas económicos. Vestía íntegramente de azul y jugaba sus partidos en el campo del Soto. En dos ocasiones logró ascender a Segunda División B, por lo que la Tercera División es su categoría habitual.
El club de fútbol más representativo es el CD Móstoles URJC, originalmente, fundado en 1996 como C.D. Juventud Móstoles-El Soto, que, con 57 equipos y más de 900 jugadores, es el segundo club más grande de la Comunidad de Madrid y por extensión, uno de los más grandes de España. Su primer equipo compite actualmente en el grupo VII de la Tercera División Nacional, tras haber conseguido el ascenso proclamándose campeón de Grupo y absoluto de la Preferente madrileña. El filial del CD Móstoles URJC compite en la Regional Preferente, grupo segundo. El CD Móstoles URJC representa el fútbol mostoleño en las categorías más altas del fútbol autonómico, militando su Juvenil 'A', en División de Honor, Cadete 'A' en Primera División autonómica, el Infantil 'A' en División de Honor (campeón de la misma en la 2015/2016), etc. Recientemente se ha renovado la concesión del Estadio Municipal El Soto, propiedad del ayuntamiento, por diez años más.
En Preferente también compiten otros equipos como el Móstoles CF, fundado en 2013 representando a la antigua directiva con la que quebró el CD Móstoles que juega en el campo Andrés Torrejón. Otros equipos de fútbol son el Internacional de Móstoles, el UD Móstoles Balompié, Entiergal, el C.F. Torremar... que disputan sus encuentros en los campos Iker Casillas.
En fútbol sala destaca el equipo Fútbol Sala Femenino Móstoles fundado en 1988 y que desde 1995 juega en 1.ª División nacional, donde es el club con más temporadas disputadas, su palmarés suma 2 Campeonatos de Liga (2000-01 y 2005,06), 4 Copas de España (2000, 2010, 2011 y 2012) y 2 Supercopas (2006 y 2010); disputa sus partidos en el pabellón del polideportivo Villafontana.
En el apartado relacionado con el baloncesto está el Club Baloncesto Ciudad de Móstoles, que destaca por su política de cantera y con presencia en la Liga Nacional.
Relacionado con el balonmano está el Club Balonmano Móstoles, el más antiguo de la zona Oeste de Madrid, fundado en 1989, cuyo equipo femenino en varias ocasiones ha militado en División de Honor Plata nacional, la última vez en 2018, recientemente reestructurado hacia una política basada principalmente en la cantera; disputa sus partidos en el pabellón del polideportivo de Villafontana.
El patinaje artístico sobre ruedas está representado en la Ciudad por el Club de Patinaje Artístico Móstoles (CPA Móstoles). Fundado en 1992, cuenta con una trayectoria plagada de éxitos deportivos, entre los que destacan la participación de sus patinadores en campeonatos autonómicos y nacionales, habiendo sido el más reciente su participación en el XXV Campeonato de España Sénior / Júnior 2017, en la categoría sénior femenino. En la actualidad cuenta con 166 deportistas entre patinadores federados, cantera, escuela municipal y colegios. En 2017 celebrará el 25 aniversario.
Instalaciones deportivas
Existen los campos de fútbol Iker Casillas, el estadio municipal El Soto, los polideportivos Andrés Torrejón, Los Rosales y Villafontana, las piscinas de verano de El Soto y Villafontana y las piscinas cubiertas de Las Cumbres, Villafontana y El Soto. Además de algunas áreas de deportes en distintos barrios.
El Palacio de los Deportes de Móstoles, también llamado Palacio Andrés Torrejón, tiene capacidad para 9500 espectadores. Actualmente el pabellón está sin finalizar, debido a la incapacidad que tuvo el Instituto Municipal del Suelo S.A.U. para afrontarlo. Actualmente se están buscando formas de finalizar el proyecto, que será el segundo más grande de la Comunidad de Madrid.
El Estadio Municipal El Soto alberga al equipo de fútbol de la ciudad, CD Móstoles URJC y tiene una capacidad para 14 000 asistentes. Existen además diversos polideportivos: Villafontana, Los Rosales, La Loma, Parque Coímbra y Río Guadiana.

### Conservatorio Rodolfo Halffter

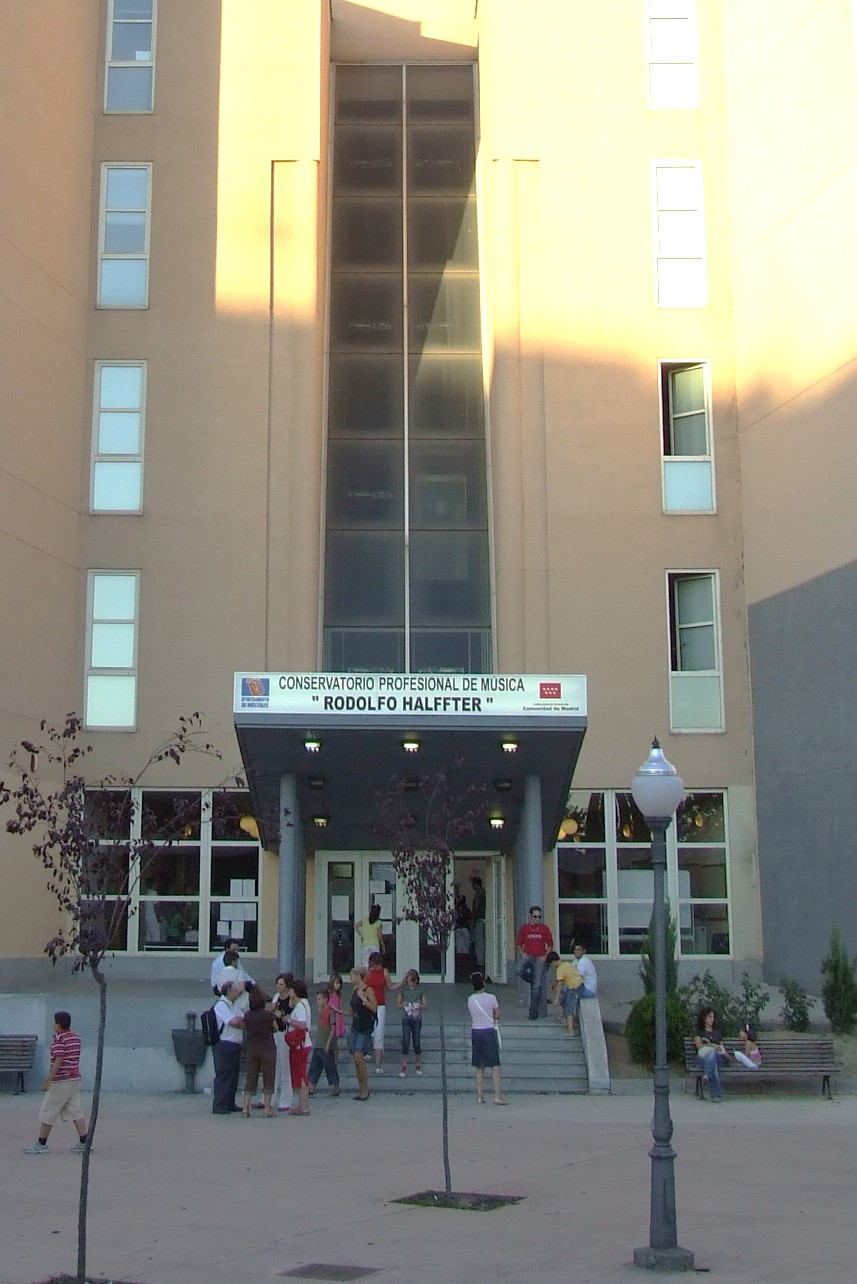
Conservatorio Rodolfo Halffter

El Conservatorio Rodolfo Halffter se creó en 1986 como conservatorio de Grado Elemental. En el año 1995, la Comunidad de Madrid otorgó una autorización al centro para impartir así mismo las enseñanzas correspondientes al Grado Medio, circunscrita a los alumnos matriculados en el conservatorio. Por estas fechas, el conservatorio estrenó además un edificio propio en la zona del llamado Cuartel Huerta, en el centro de la localidad, que cuenta con una biblioteca especializada, una sala de cámara y un auditorio con capacidad para 170 espectadores.
Desde 1998, una nueva autorización permite el acceso de cualquier estudiante de música, previa superación de las pruebas de selección correspondientes y en junio de 2002, se establece definitivamente como Conservatorio de Grado Medio, gracias a un Convenio suscrito con la Comunidad de Madrid. Ha participado en importantes actos como una gala benéfica en beneficio del Centro de Promoción Femenina de Ségou, en Mali, o el acto de entrega de medallas de la Comunidad de Madrid, celebrado el 2 de mayo del año 2007.

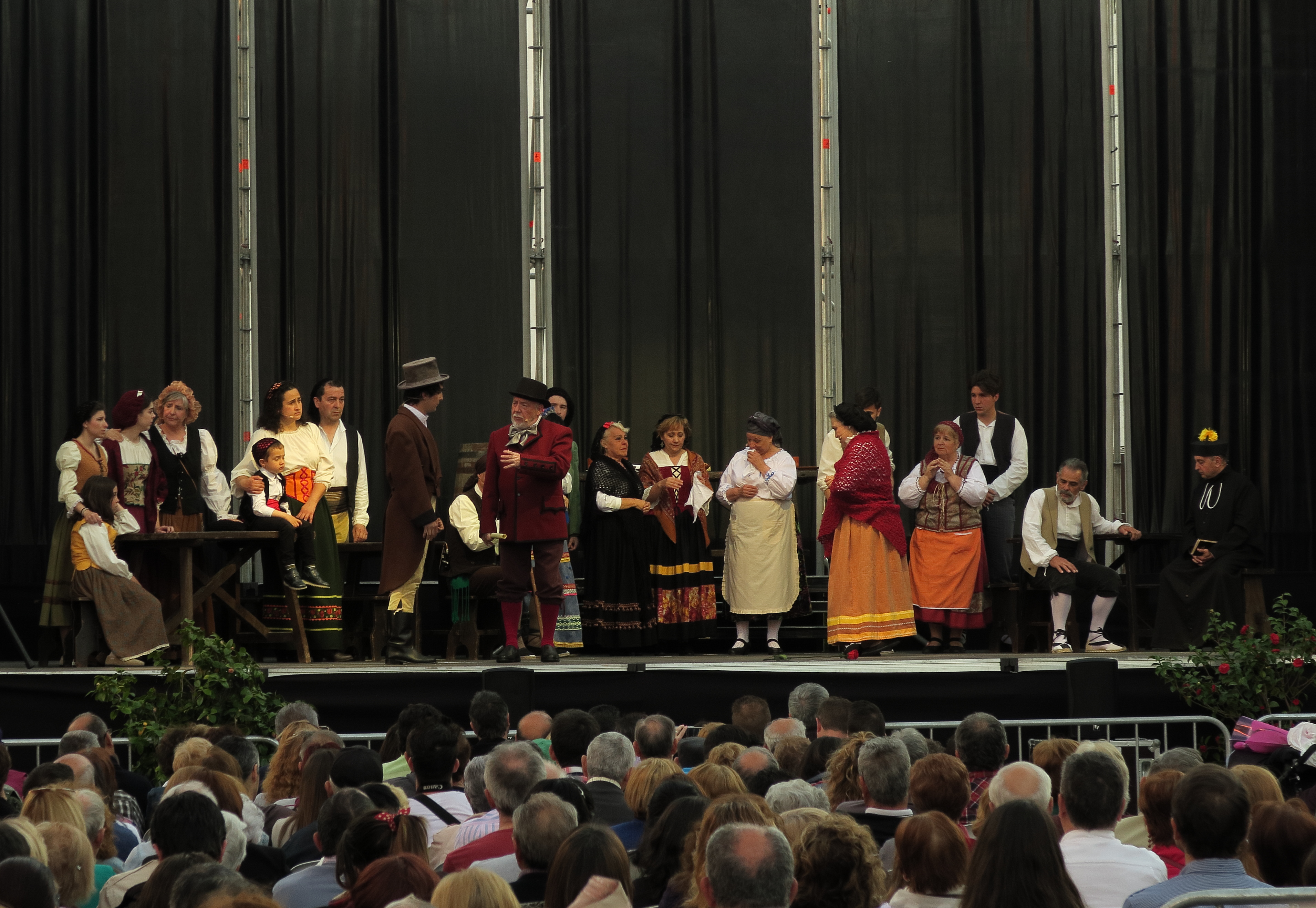
Fiestas del Dos de Mayo

### Festividades
- Las fiestas grandes se celebran a partir del 11 de septiembre, día en el que se celebra el pregón, en honor a la patrona de la localidad Ntra. Sra. de Todos Los Santos, celebrada el 12 del mismo mes.
- Las fiestas del Dos de mayo se celebran como conmemoración del 2 de mayo de 1808 (comienzo de la Guerra de la Independencia, tras el bando firmado por los alcaldes de Móstoles). Es asumida y festejada por toda la Comunidad de Madrid desde el año 1985.
- La fiesta del 15 de mayo y la fiesta del agua. Tiene su origen en la que se celebraba el 28 de junio con motivo de la traída del agua a Móstoles por el Canal de Isabel II, en 1980. Posteriormente se trasladó al 15 de mayo, haciendo que coincida con la fiesta de San Isidro en Madrid.
- Las fiestas de Semana Santa son también muy conocidas por el cariño de los habitantes de la localidad. Tal es la participación del pueblo que la procesión del Domingo de Resurrección, conocida popularmente como la Procesión del Encuentro (en el que las tallas de Ntra. Sra. de la Soledad y el Cristo Resucitado se encuentran en la plaza del Pradillo), que fueron declaradas Fiestas de Interés Turístico Regional.
- Además existen fiestas por barrios o distritos.

### Tradiciones
Es tradicional la representación conmemorativa de los hechos de mayo de 1808. Cada 2 de mayo se representan los hechos que acaecieron en Madrid y en Móstoles en torno a aquel día. A cargo de unos 300 vecinos, miembros de asociaciones y peñas, ataviados con trajes de época y dirigidos por Miguel Nieto (actualmente lo dirige Claudio Pascual junto con Juan Polanco). Antes de 2004 se celebraba en la plaza del Pradillo, en el centro de la localidad.
Durante las fiestas navideñas, es costumbre hacer una representación de un Belén viviente en la plaza de Ernesto Peces. Tras el muy recordado programa de Martes y Trece en la Nochevieja de 1986, se ha popularizado la idea de que en Móstoles, las empanadillas son un plato tradicional de la Nochevieja siendo esta idea equivocada.

### Cultura alternativa

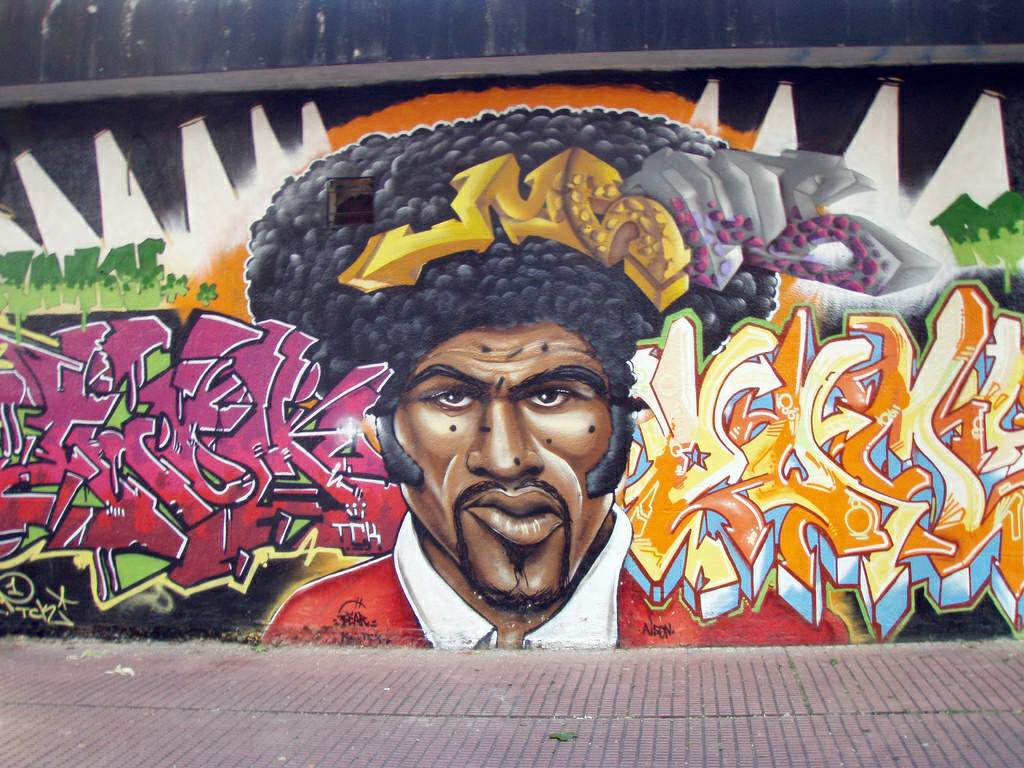
Grafiti en Móstoles

Uno de los centros de mayor relevancia dentro del llamado movimiento okupa a escala estatal está localizado en esta población, se trata de La Casika, un inmueble que permanece ocupado desde 1997 por varios colectivos de extrema izquierda. Móstoles ha venido siendo uno de los lugares de referencia para el grafiti en la Comunidad de Madrid, a lo largo de los últimos años. Sin embargo la política de la presente corporación municipal se opone a esta actividad, por lo que se han abandonado experiencias que se desarrollaron hasta 2004, tales como el certamen de grafiti municipal, que se celebraba anualmente, o el encargo de la decoración de las empalizadas de colegios e institutos a los grafiteros.

### Ocio nocturno
Las zonas donde hay más ambiente nocturno están situadas en la zona de Los Rosales, la zona de Princesa/Salones President, más conocida como la zona «de arriba», la zona del Hospital y algún sitio del centro más para raciones y cañas aunque también hay un par de discotecas. En menor medida, la zona denominada «Estoril» también tiene locales de copas.

### En las artes y la cultura popular
- En la obra de teatro, Bajarse al moro de José Luis Alonso de Santos, uno de los protagonistas ambiciona comprarse un piso en Móstoles.

- El sueño de Móstoles (1995) de Isaac Montero

- El nombre de Móstoles está vinculado popularmente al famoso gag de La empanadilla de Móstoles, realizado por el dúo humorístico Martes y Trece durante un especial de Nochevieja de 1985 en TVE.[52]

- El programa de TVE Grand Prix del Verano, se grabó en el verano del año 2000 en la plaza de toros de Móstoles y en el lago del parque natural del Soto.[53]

- En la película El corazón del guerrero, la escena del concierto supuestamente rodada en el parque de atracciones fue rodada en la plaza de toros de Móstoles.

- La escena de los tiros de Torrente, el brazo tonto de la ley, está rodado en lo que es en la actualidad el parque Prado Ovejero, aunque simula ser la Casa de Campo de Madrid (Se puede comprobar fácilmente porque se ven los primeros edificios de Estoril II al fondo).

- La película Nacida para ganar del director Vicente Villanueva está rodada en Móstoles y todo su argumento gira en torno a la ciudad.

### Medios de comunicación
Prensa
Cuentan con una edición local para Móstoles las siguientes publicaciones: Gente en Madrid - Móstoles, que nace en noviembre de 2006 junto con el resto de cabeceras, 14 en total, que edita el Grupo Gente en la Comunidad de Madrid. Se trata del único periódico de Móstoles con periodicidad semanal y auditado por OJD, Sur Madrid, el más veterano, Soyde, que comparte edición con 6 municipios más, y '0mostoleshoy.com, con su edición impresa desde marzo de 2024.
Radio
SER Madrid Oeste 102.3 FM (antes llamada SER Móstoles y SER Suroeste). Existió hasta 2002 una emisora municipal con el nombre Onda Móstoles 96.2 FM. Actualmente, a través de este dial realiza sus emisiones Móstoles FM, emisora local, de cuya gestión se encarga el Ayuntamiento de Móstoles. Una radio de información y entretenimiento. Los estudios se encuentran en el polígono Arroyomolinos, en las instalaciones de la Empresa de Promoción Económica (EMPESA).
Televisión
Tras la elección del socialista José María Arteta como alcalde, en 1995, se aprobó la creación de un Instituto municipal de Comunicación, con emisoras propias de titularidad pública en radio y televisión. La emisora Móstoles Televisión comenzó a emitir en 1996, con novedosos equipamientos digitales. El proyecto, una vez más, no fue rentable y no tuvo continuidad más allá del cambio de siglo. La cadena pública convivió con una nueva iniciativa privada, Canal 30 Móstoles, una emisora ambiciosa que alcanzó un notable reconocimiento. Sin embargo, con el paso del tiempo Localia, la marca de televisión local impulsada por el Grupo Prisa, tomó el control de la cadena hasta 2009, año en el que, con una muy limitada producción propia, el canal desapareció con la disolución de la compañía. En mayo de 2010, existían tres canales de TDT (Televisión Digital Terrestre) LD Sur-Madrid, Popular TV y 8madrid, de los cuales solo LD Sur-Madrid proporciona información local, con una apuesta indudable por este tipo de información y sede en las poblaciones de cobertura.
Internet
Sur Madrid uno de los periódicos en papel más veteranos puso en marcha en 1996 una web de información local. La web oficial del Ayuntamiento ofrece información corporativa y ciudadana.mostoleshoy.com, cubriendo noticias de Móstoles desde 2021. 

## Ciudades hermanadas
- Bailén, España[57]
- Cádiz, España[cita requerida]
- Las Palmas de Gran Canaria, España[cita requerida]
- Madrid, España[cita requerida]
- Navia, España[cita requerida]
- Zaragoza, España[58]
- Oviedo, España
- Miyek, Sahara Occidental[59]